# Улица Гончарова (Ульяновск)
У́лица Гончаро́ва — главная улица Ульяновска и Ленинского района. Берёт начало от площади 30-летия Победы, на которой расположен обелиск-памятник «30 лет Победы», и заканчивается кольцом улицы Красноармейская и бульвара Пластова, где расположено здание Центробанка. Протяженность улицы около 1,6 км. Названа в честь Гончарова Ивана Александровича, русского писателя, уроженца города Симбирска, Ранее носила название Большая Саратовская (до 1912 года), Гончаровская (1912—1918), Карла Маркса (1918—1940). С 1 января 1941 года улице вернули имя И. А. Гончарова.

## История
В XVII веке на месте современной улицы Гончарова проходил симбирский ров — вторая линия обороны крепости. Поэтому улица имеет форму дуги. Затем, на месте оборонительного сооружения, появилась улица, которая сначала не имела названия, а с 1800 года стала именоваться Большая Саратовская, так как по ней проходила дорога на Саратов.

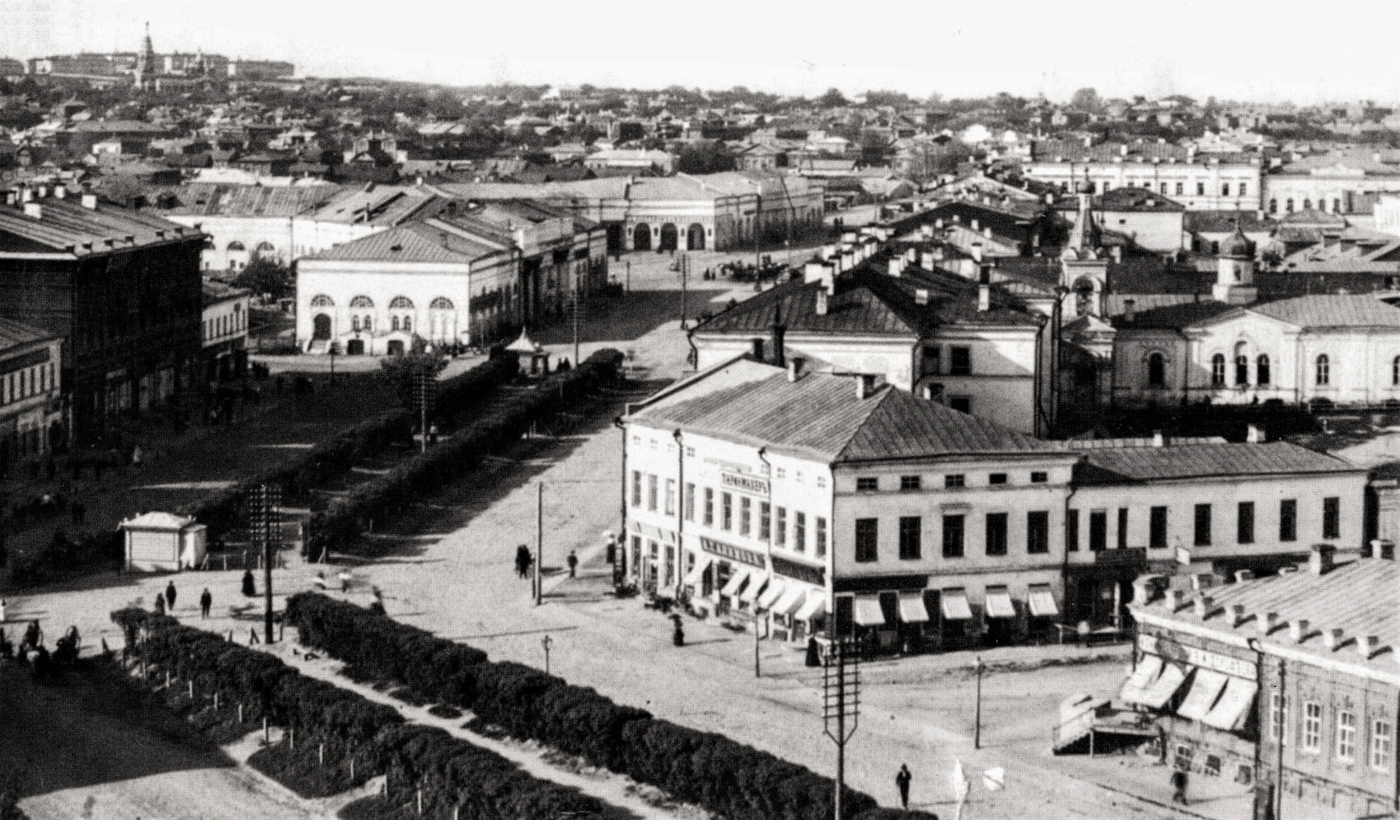
Перекрёсток улиц Гончарова и К. Маркса.

В 1832—1836 годах на пересечении двух главных улиц Симбирска — Большой Саратовской (ул. Гончарова) и Дворцовой (ул. К. Маркса), по проекту петербургского архитектора Авраама Мельникова, под наблюдением губернского архитектора Ивана Лизогуба, был построен большой ансамбль из двух зданий торговых рядов с полукруглой площадью между ними — каменный Гостиный двор.
В 1840 году на улице была открыта Симбирская духовная семинария.

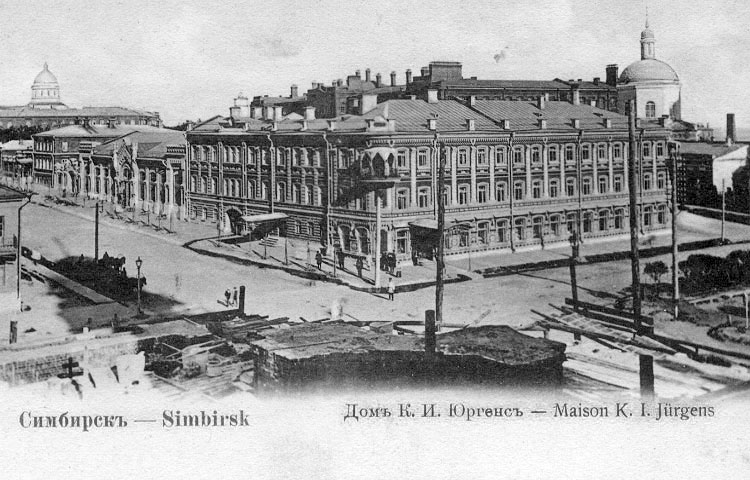
Дом Юргенса (Симбирск, 1910 г.).

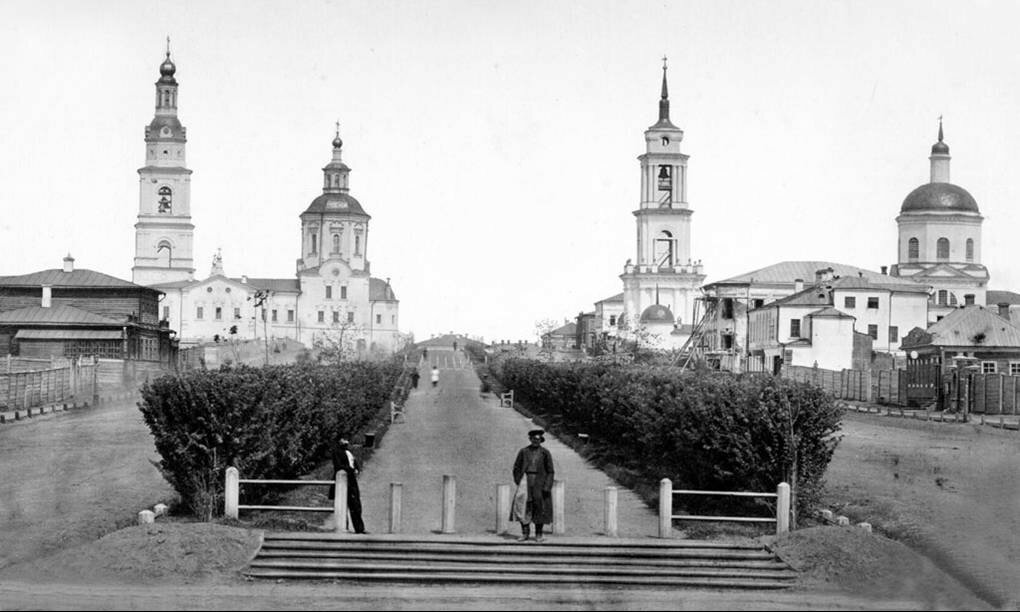
Большая Саратовская улица (Симбирск, 1900).

В 1846 году на улице Большой Саратовской в месте её пересечения с улицей Лисиной (ныне улица К. Либкнехта) было построено первое деревянное здание драматического театра, просуществовал до 1879 года. Его строителем был мещанин города Симбирска А. М. Слепнев. Оно находилось на Театральной площади. В 1879 году здание театра было разобрано.
Большинство путешественников, посещавших в начале XIX века Симбирск, отмечали невымощенность и грязь, обилие на пыльных улицах домашнего скота. Не была исключением и центральная улица города, которая активно использовалась для прогона скота с городского выгона. Отчасти для того, чтобы отучить жителей гонять скот по Большой Саратовской, в 1854 году Симбирская Городская дума решила по середине улицы разбить бульвар, сохранившийся до наших дней.
В 1864 году произошёл пожар, практически полностью уничтоживший преимущественно деревянный в то время Симбирск. Не пощадил пожар и центральную улицу. К её восстановлению приступили в начале 1870-х годов.
На рубеже XIX—XX веков развернулось широкомасштабное каменное строительство на Большой Саратовской. Были построены общественные и доходные дома, определяющие облик улицы и сегодня, такие как Дом Гончарова и др. В 1912 году, в честь 100-летия со дня рождения И. А. Гончарова, Большая Саратовская была переименована в Гончаровскую. В этом же году начались работы по мощению улицы.
В 1913—1914 годах, вместо Симбирского уездного училища (1835), было построено новое каменное двухэтажное здание для Симбирского первого высшего начального училища (ныне Музей А. А. Пластова).
В 1918 году улицу переименовали в Карла Маркса, а в 1921 году заасфальтировали. Единственной асфальтированной улицей в городе Карла Маркса оставалась очень долго, по большому счету до начала 50-х годов. 1 января 1941 года улице вернули имя писателя.
В 1921 году был благоустроен бульвар на улице. 
В 1933 году Президиум Ульяновского городского Совета рассмотрел вопрос: «О благоустройстве ул. Карла Маркса». Основные работы возлагались на ГКО (городской коммунальный отдел). Ему предписывалось в недельный срок возвести ограду и посадить цветы. В результате бульвар расширили, дополнили деревьями, обнесли деревянной оградой на бетонных столбиках, на аллее поместили беседки и киоски.
В 1935 году был уничтожен Вознесенский собор, располагавшийся на пересечении улицы Гончарова и Ленина. А на месте снесённого собора открыли сквер «Сквером трёх пионеров» (в 1965 году в сквере установили памятник И. А. Гончарову, а сквер переименовали его именем). Часы, находившиеся на колокольне собора, в 70-е годы были установлены на Доме Гончарова.
В бывшее здание банка — памятник архитектуры XIX века (архитектор А. Шодэ), с 1935 по 1970 гг. находился городской Дворец пионеров.

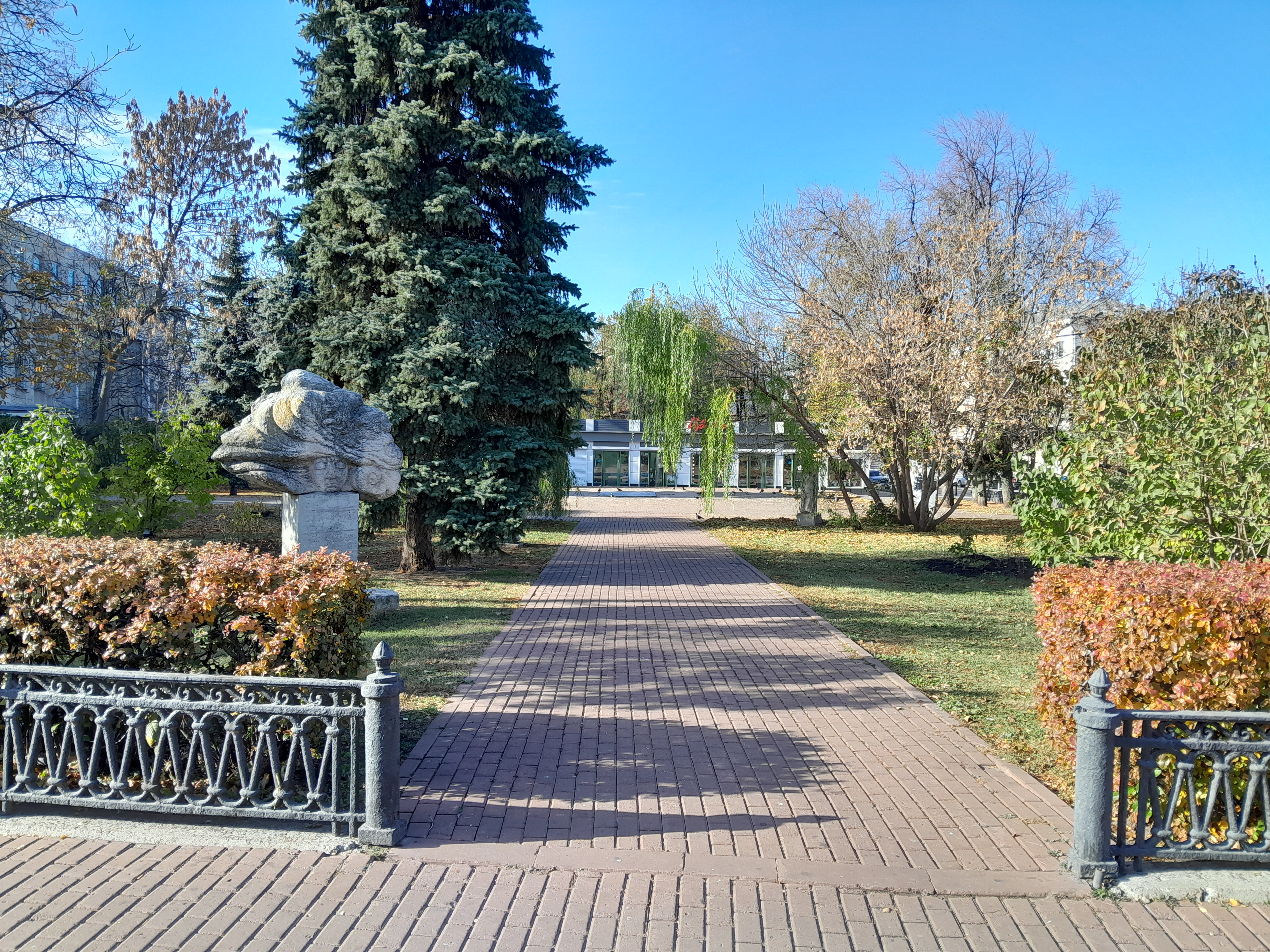
Сквер «Экран».

В 1948 году, к 300-летию со дня основания Симбирска-Ульяновска, бульвар украсили узорные чугунные решётки и скамьи, новые беседки и павильоны. Теперь его освещали ряды фонарей с круглыми плафонами.
В начале 1962 года сдали в эксплуатацию здание магазина «Детский мир», а рядом открыли сквер (в 1970-х—1980-х годах — сквер «Экран») .

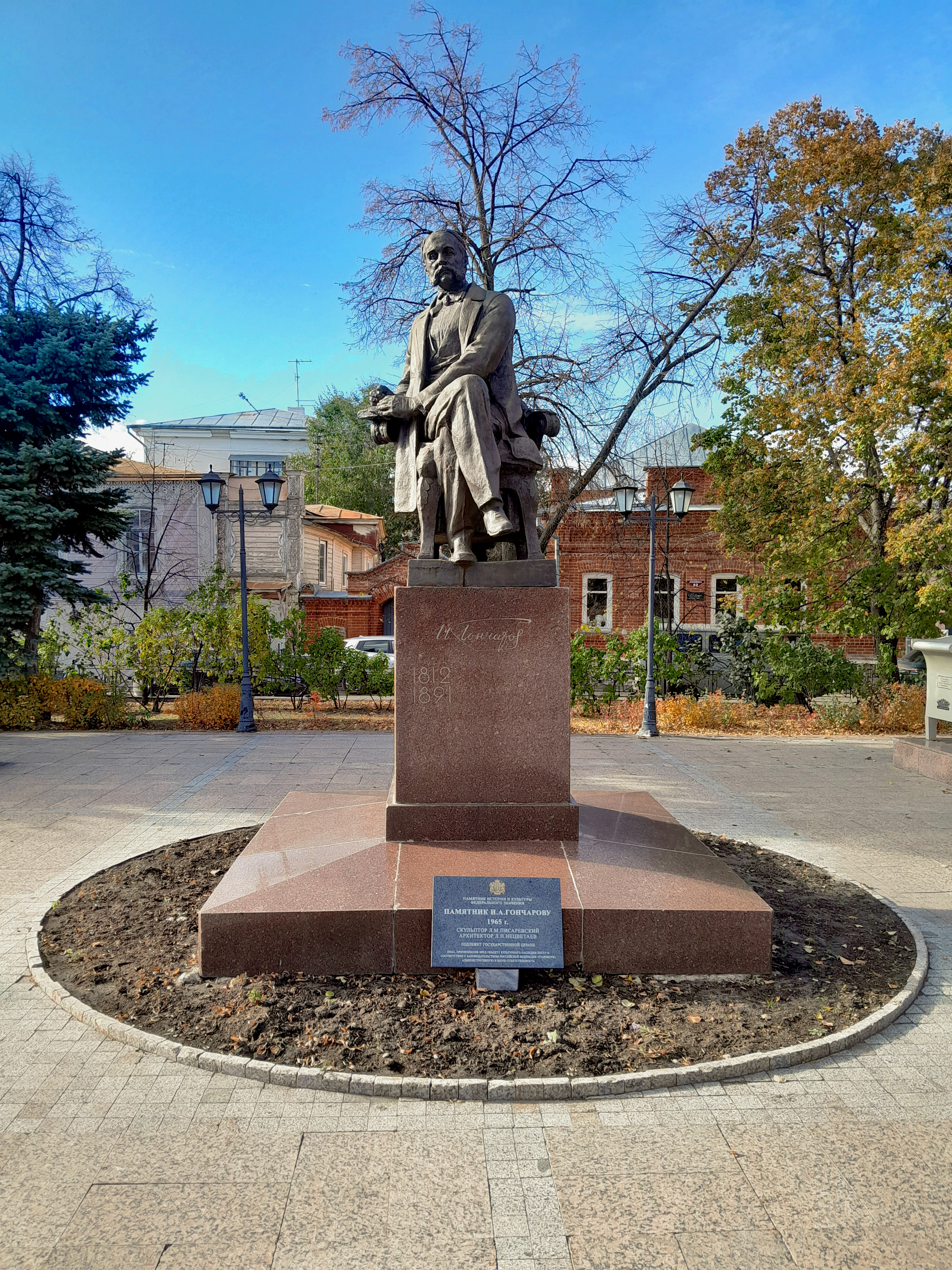
Памятник Гончарову.

В 1960-е годы, в связи с реконструкцией центральной части Ульяновска, улица Гончарова подверглась перестройке. Были снесены: Троицкая церковь, здания Гостиного двора, на месте которых появился Центральный универмаг и Дом быта. От улицы Минаева до перекрестка с улицей Льва Толстого появились 5-этажные жилые дома, кинотеатр «Рассвет» (снесён в 1990-х гг.), гостиница «Волга», здание Ульяновского дома печати. Несмотря на первоначальный проект реконструкции, согласно которому все исторические здания должны были быть снесены, верхняя часть улицы осталась неизменной. В 1965 году на месте сквера «Трёх пионеров» установили Памятник И. А. Гончарову, а сквер переименовали в сквер Гончарова.
В 1970 году в бывшем здании банка (архитектор А. Шодэ), где находился городской Дворец пионеров, разместился Ульяновский областной театр кукол.
В 1975 году в начале улицы, на волжском косогоре, на площади 30-летия Победы открылся обелиск «30 лет Победы».
С конца 1970-х до 1986 года бывшая Завьяловская площадь (ныне бульвар Пластова) считалась продолжением улицы Гончарова.
В середине 1980-х годов по указанию 1-го секретаря обкома Геннадия Васильевича Колбина часть городских решёток обрамлявшие бульвар была снесена.
В 2004 году был восстановлен Храм Трёх Святителей.

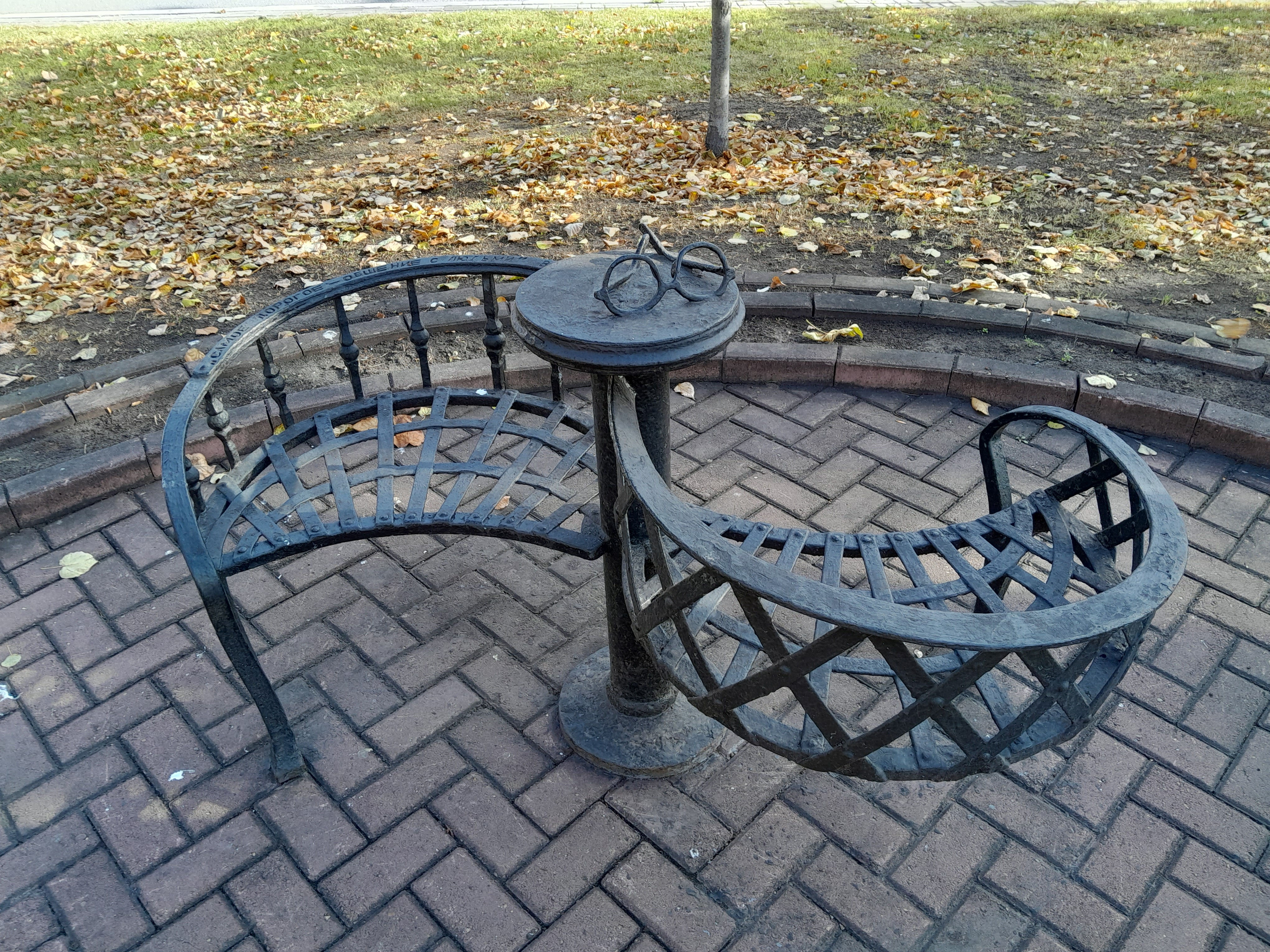
Памятный знак — кресло «тет-а-тет» В. М. Леонтьевой.

В 2007 году в сквере был установлено памятный знак — кресло «тет-а-тет» В. М. Леонтьевой.
С 2008 года в городе проходят Международный кинофестиваль имени В. М. Леонтьевой «От всей души», а в сквере у Областного театра кукол имени В. М. Леонтьевой была заложена «Аллея звёзд» российских и иностранных деятелей киноискусства, обладателю главного приза фестиваля Гран-при — Именная звезда на Аллее Звёзд, который присуждается за особый вклад в развитие российского кино .
1 августа 2008 года на бульваре улицы был открыт памятник В. М. Леонтьевой.
В 2011—2012 гг., в связи с празднованием 200-летия со дня рождения И. А. Гончарова, был произведён ремонт улицы: убраны рекламные щиты, тротуары вымощены плиткой, в сквере установлены новые скамейки и мачты уличного освещения, выполнен косметический ремонт некоторых зданий. В верхней части улицы, на месте так называемого «пятачка», были построены высотные жилые дома и отель Hilton Garden Inn. Отель Hilton был открыт в 2015 году. В сентябре 2020 года вместо отеля Hilton был открыт отель сети Marriott.
Летом 2022 года на улице Гончарова художник из Саратова Алексей Наваленов за три дня нарисовал патриотический мурал «Zа Россию», которое украсило стену шестиэтажки на перекрёстке улиц Гончарова и Кузнецова. 

## Памятники

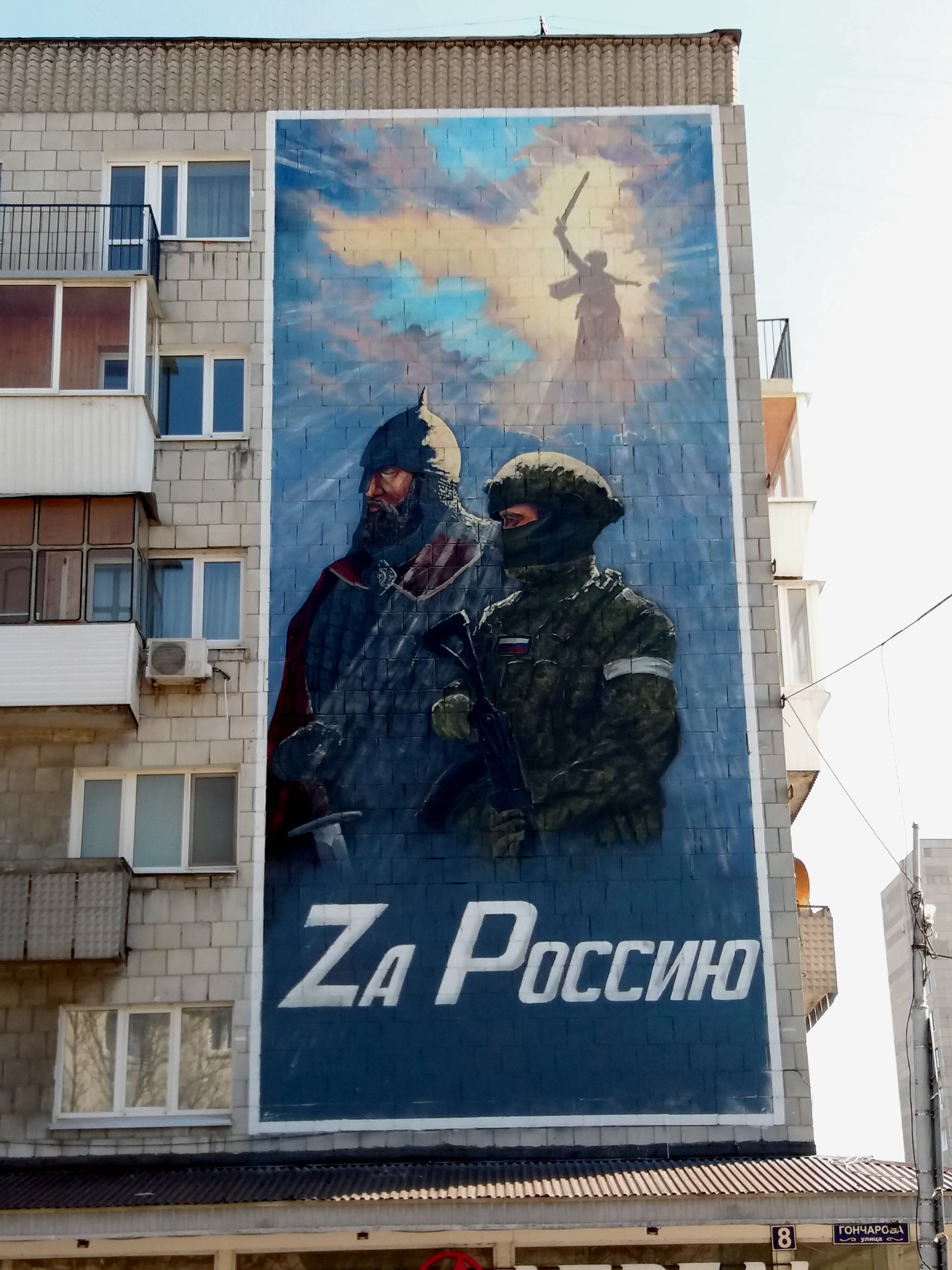
Мурал на ул. Гончарова.

- Мурал на ул. Гончарова.Обелиск «30 лет Победы» в Великой Отечественной войне.
- Кресло «тет-а-тет» В. М. Леонтьевой (1.05.2007)
- Памятник В. М. Леонтьевой, Народной артистке СССР (установлен 1 августа 2008 года).

Памятник И. А. Гончарову (до реконструкции сквера).

- Памятник И. А. Гончарову, в одноименном сквере.
- Памятник «Дивану Обломова» в сквере Гончарова.
- Памятный знак книге И. А. Гончарова «Обломов».

- Памятник утраченным храмам Симбирска (2006 год).
- Памятник Анатолию Виннику и Никите Пьянкову (2020, ул. Гончарова, 1а).

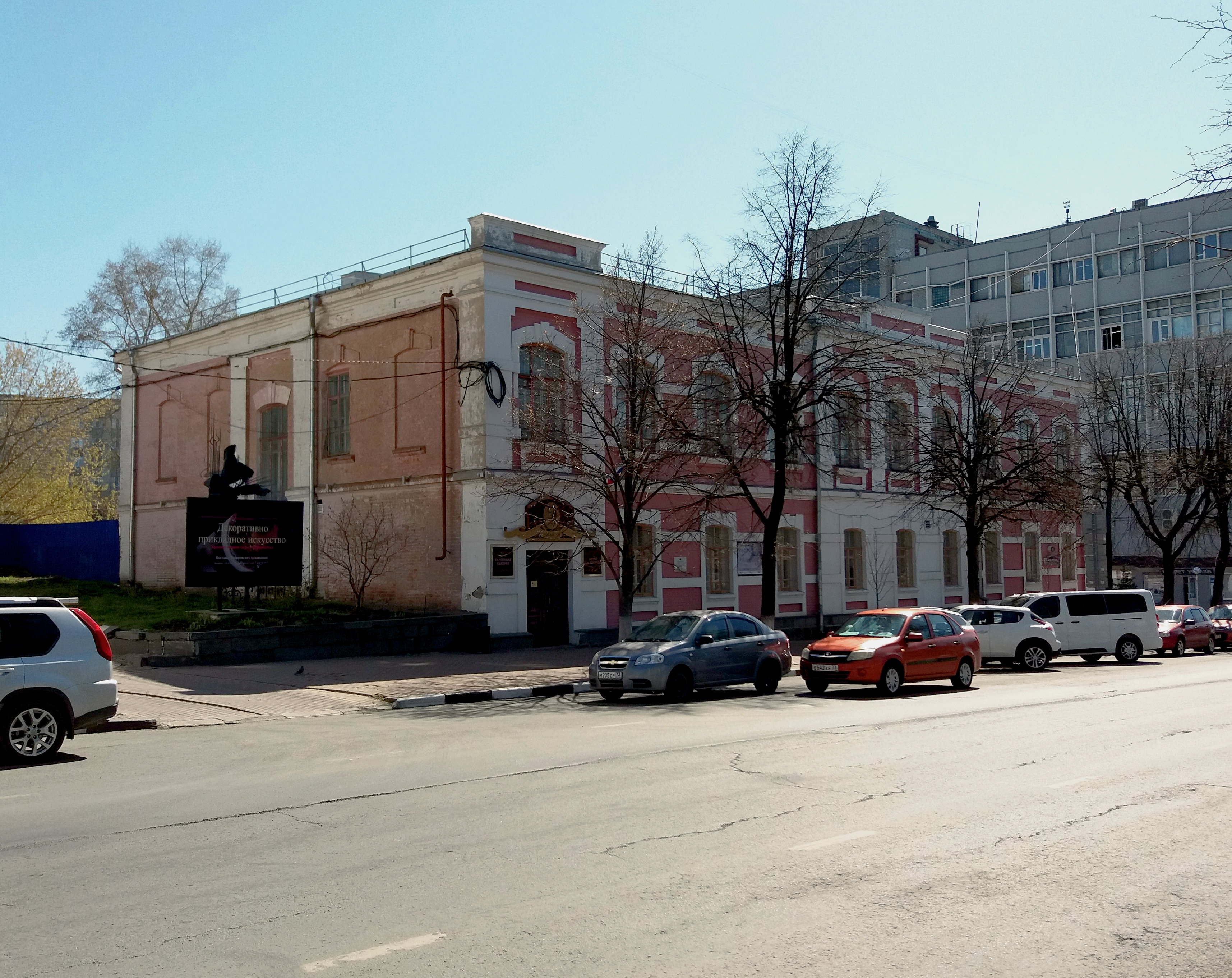
Музей А. А. Пластова.

- Музей А. А. Пластова.Барельеф «Революционный путь» (Путь Ленина (1870 - 1924)).

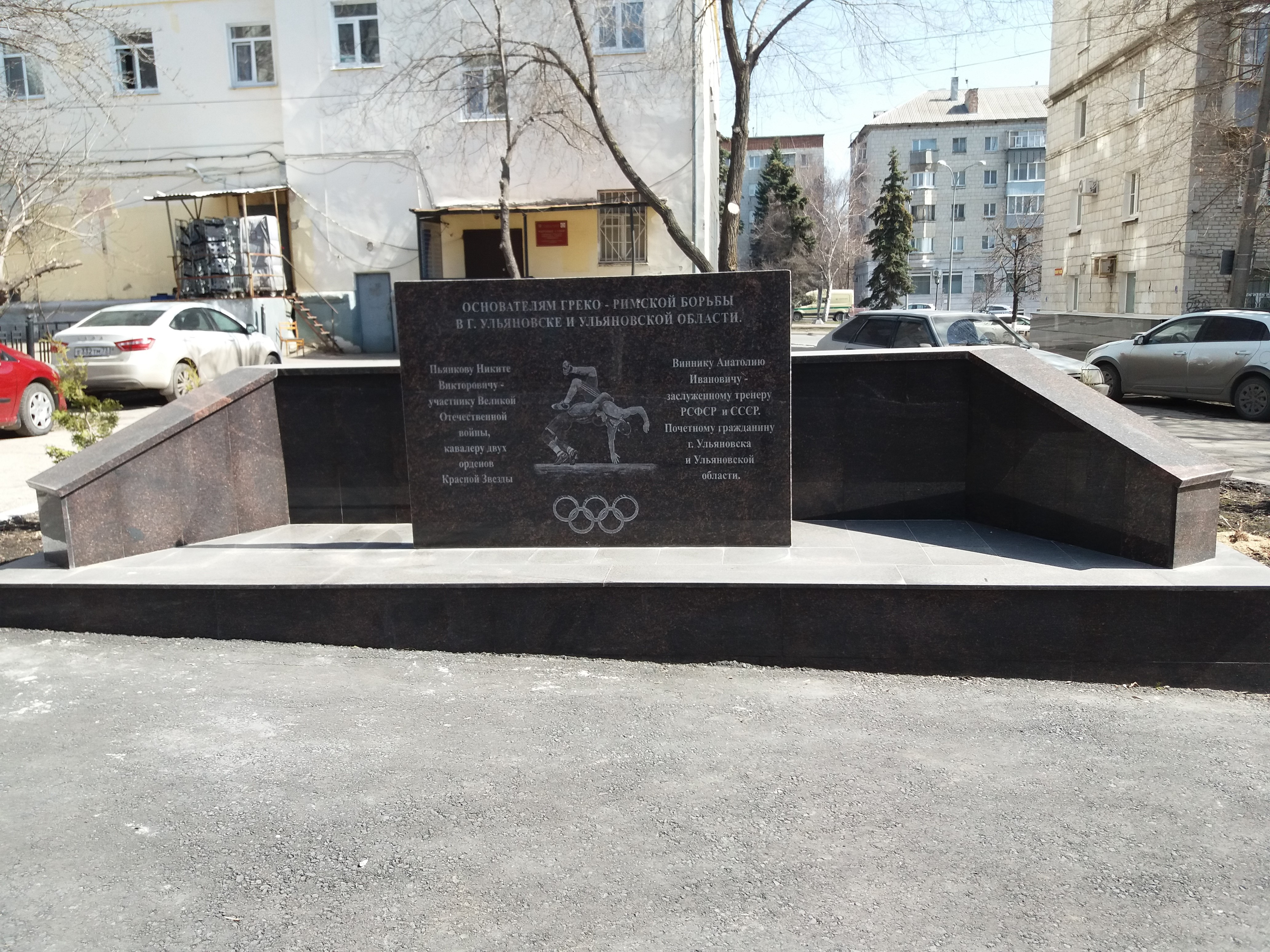
Памятник Анатолию Виннику и и Никите Пьянкову.
"Диван и тапочки" Обломова.
Крест- памятник в памяти утраченных храмов.
Обелиск «30 лет Победы».
Памятный знак книге И. А. Гончарова «Обломов».
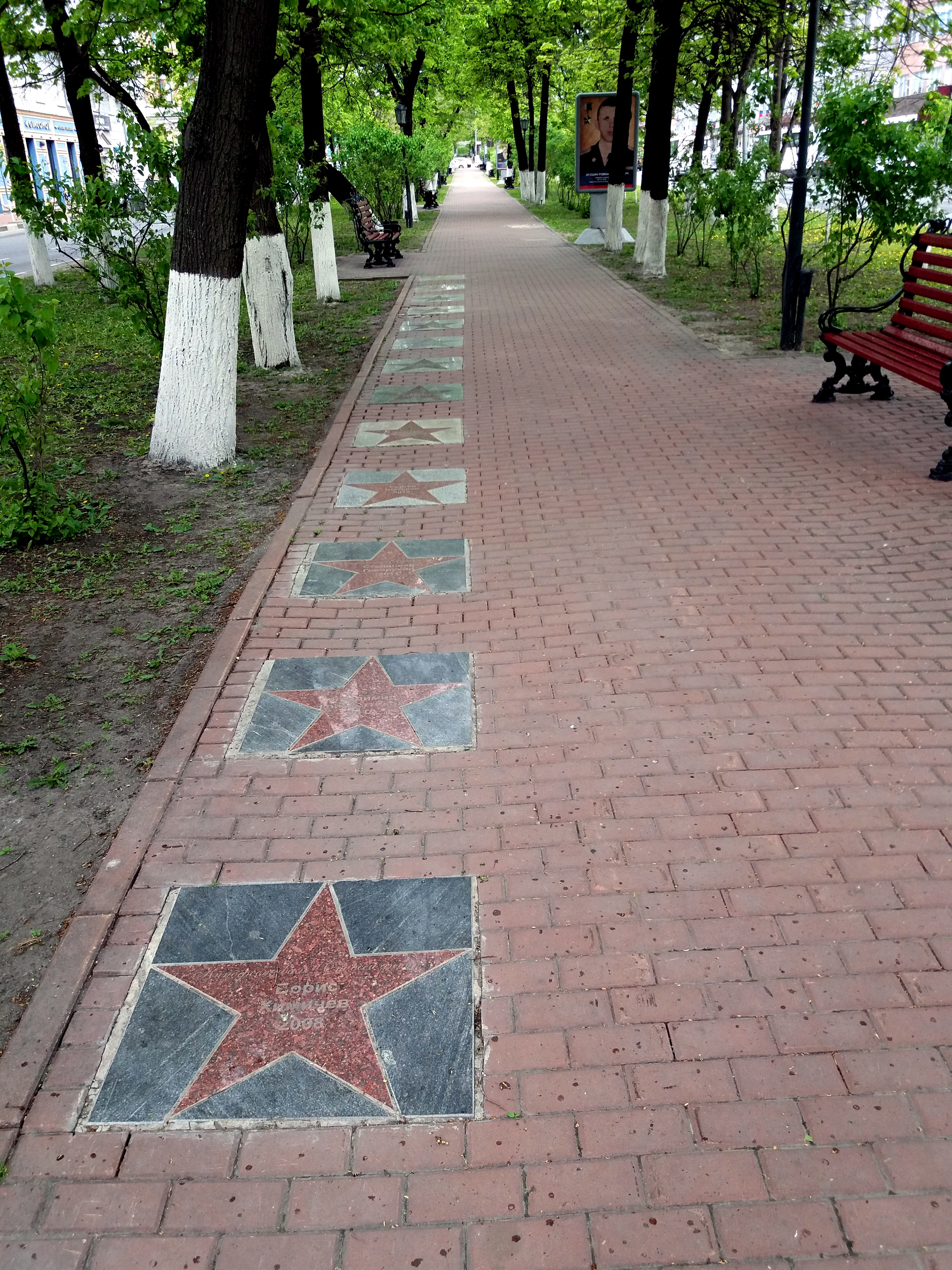
Аллея звёзд «От все души».
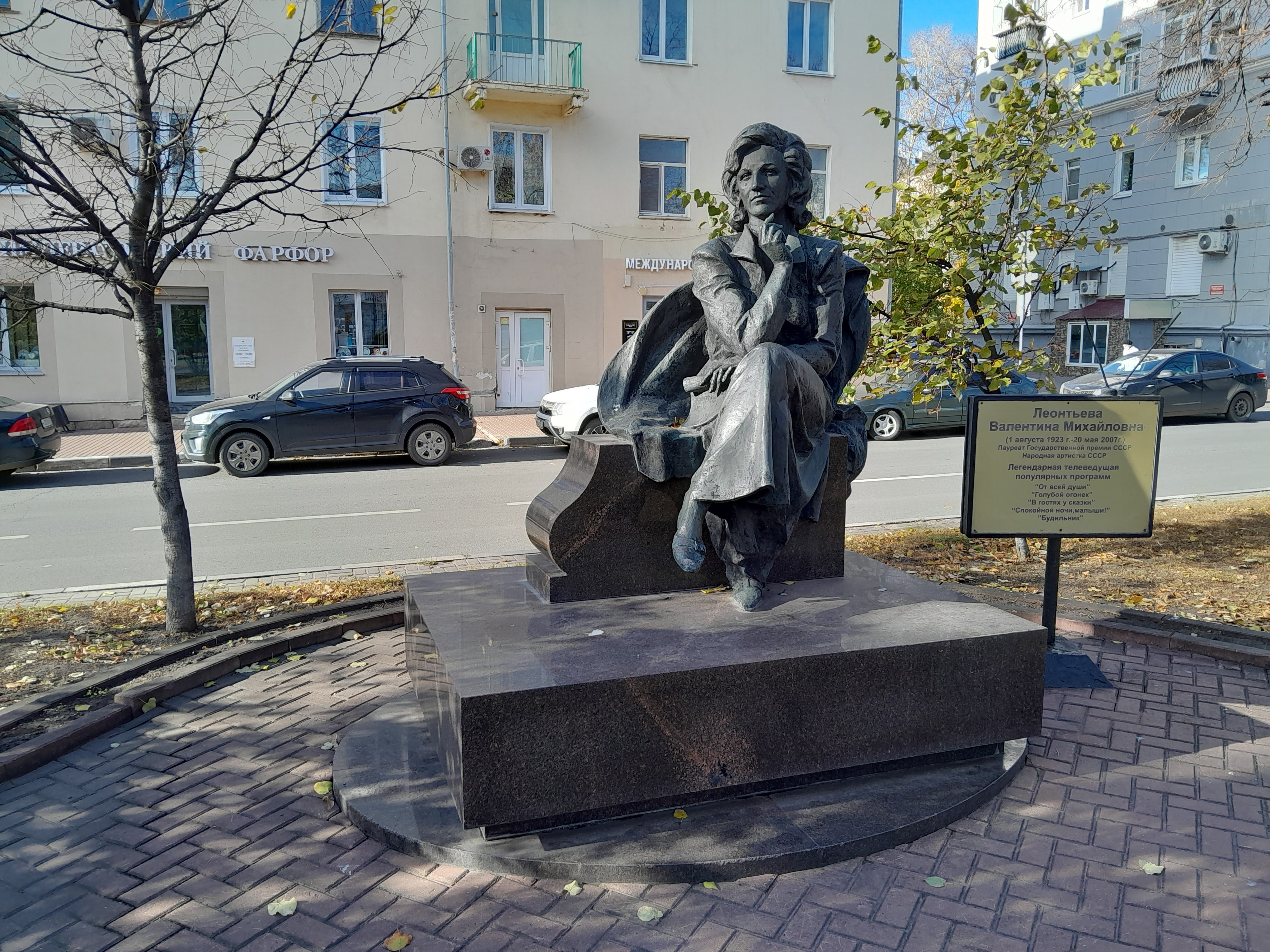
Памятник В. М. Леонтьевой.

## Примечательные здания

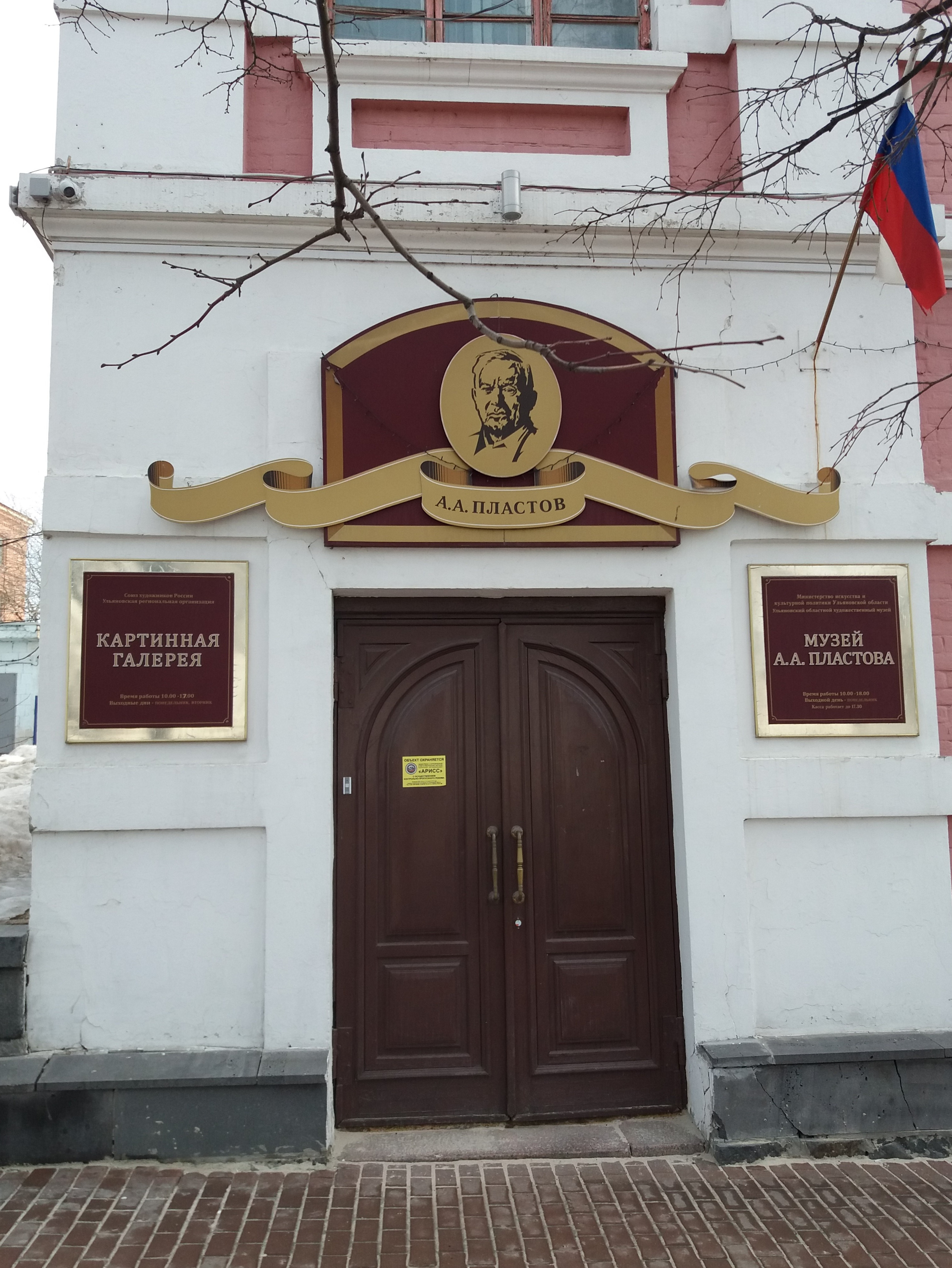
Музей А. А. Пластова.

- Здание Центрального банка.Центральный Дом быта.Музей А. А. Пластова (Ульяновск).Музей А. А. Пластова.Гостиница «Волга» (Гончарова, 3).

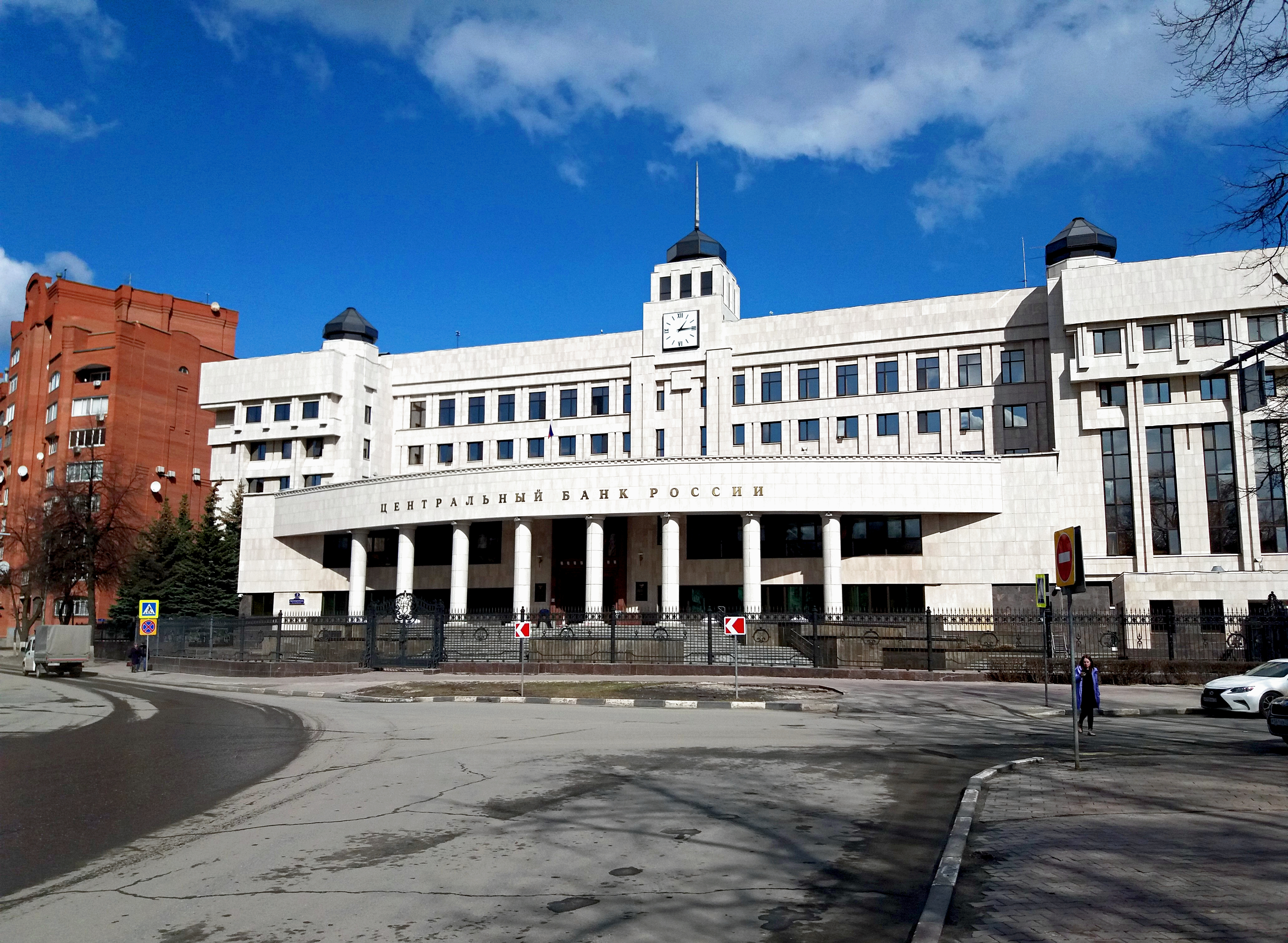
Здание Центрального банка.

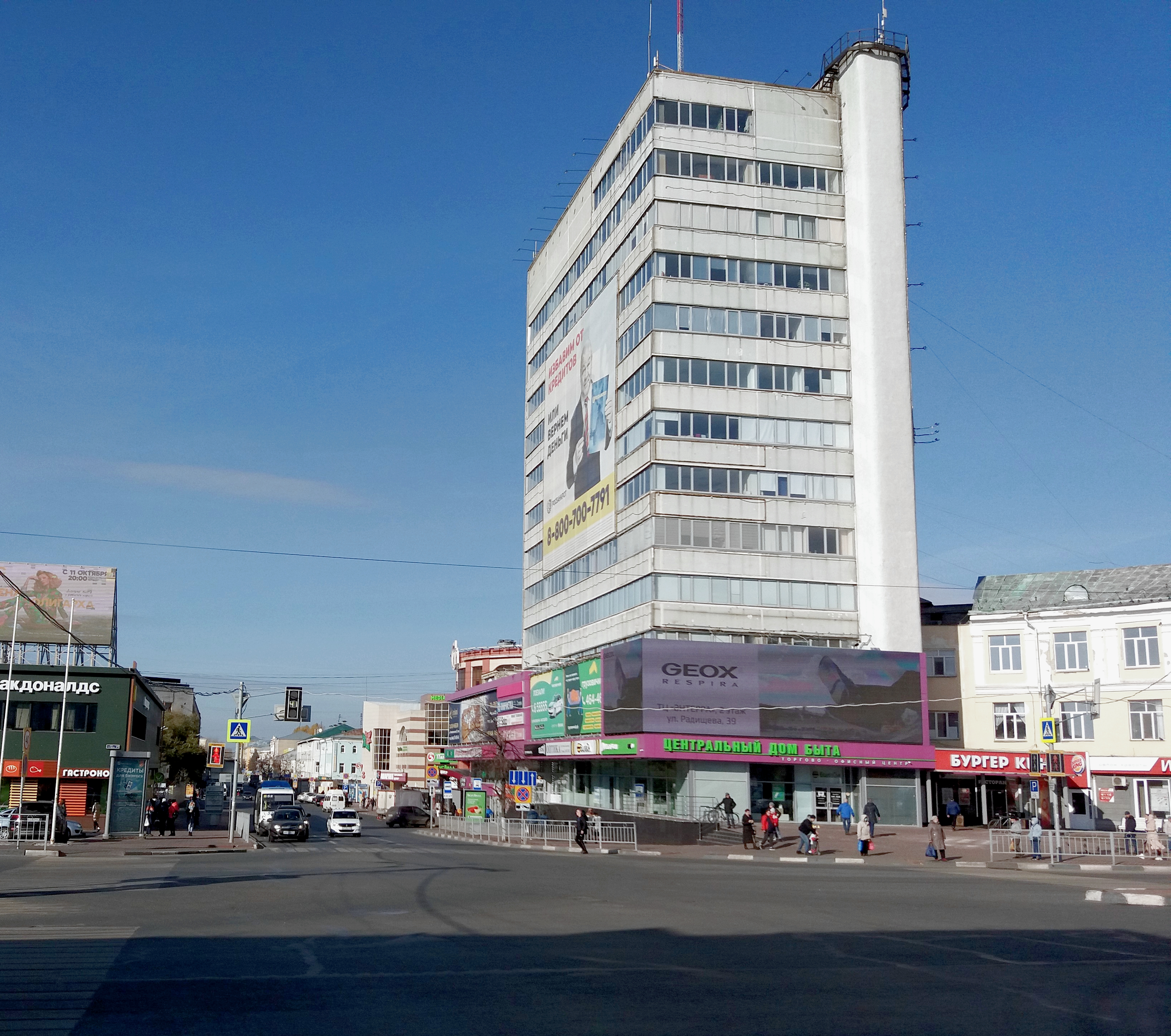
Центральный Дом быта.

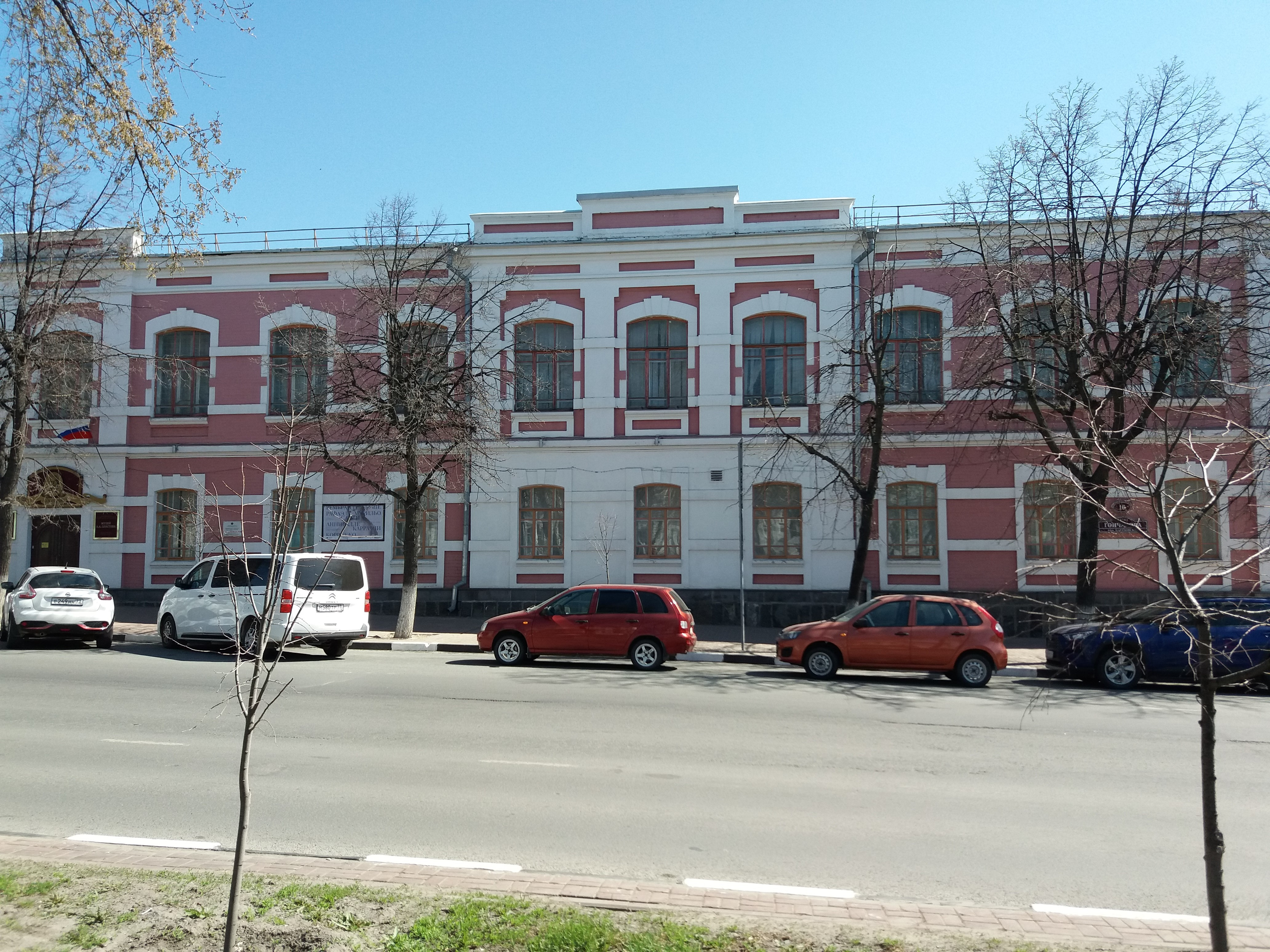
Музей А. А. Пластова (Ульяновск).

- Областной театр кукол имени В. М. Леонтьевой (Гончарова, 10).
- Здание Главпочтамта (Гончарова, 9).
- Здание Мариинской гимназии.
- Магазин «Детский мир» (Гончарова, 11).

- Дом Гончарова — Историко-мемориальный центр-музей И. А. Гончарова (филиал Ульяновского областного краеведческого музея).

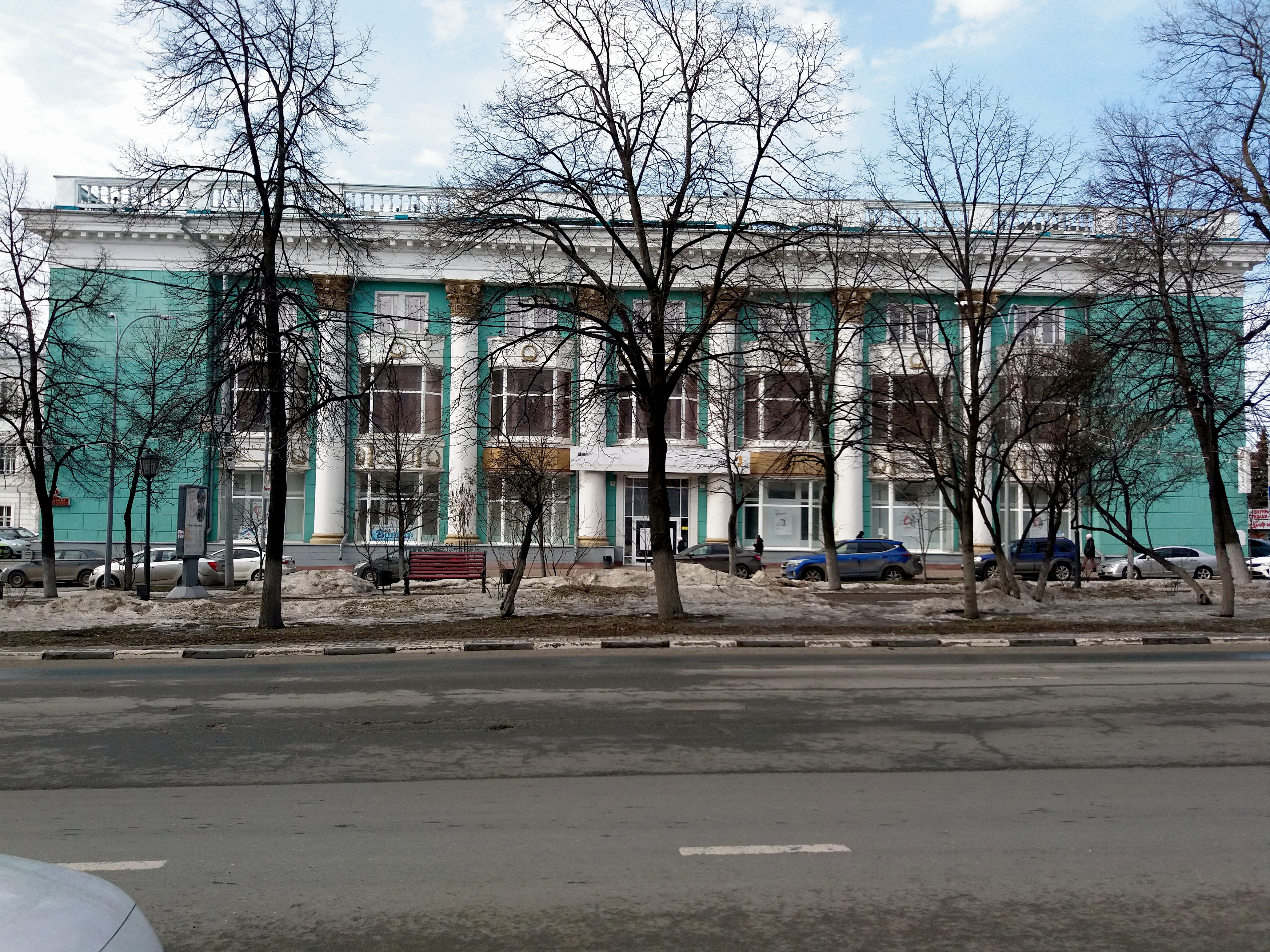
Магазин "Детский мир".

- Магазин "Детский мир".Кинотеатр «Художественный».
- Отель Hilton Garden Inn[19] (открыт в 2015 году).
- Центральный универмаг (Гончарова, 21).
- Центральный Дом быта (Гончарова, 23 и 23б).

Здание Мариинской гимназии.

- Здание Мариинской гимназии.Музей А. А. Пластова (филиал Ульяновского областного художественного музея)[20], бывшее Симбирское первое высшее начальное училище (архитекторы А. П. Максимов и В. К. Бечко-Друзин)[21][22][23][24][25][26][27][28][29].
- Здание Центрального банка (было построено в 1994—1997 годах)[30].
- Доходные дома по обеим сторонам улицы, от перекрестка с ул. Бебеля, до перекрестка с ул. Красноармейская:
  - Доходный дом Зеленковой (Гончарова, 12)

- Храм Трёх Святителей (Гончарова, 37А, бывшая домовая церковь Симбирской духовной семинарии)

## Транспорт
Улица Гончарова — важная транспортная артерия Ленинского района. Общественный транспорт
представлен маршрутными такси (20 маршрутов) и автобусами (6 маршрутов). Трамвайные пути проходят по улице Ленина - улицы пересекаются.
Действуют две конечных - крупнейшая в городе Центробанк (для 6 маршрутов муниципальных автобусов и 4 маршрутов городских+1 пригородного маршрута маршрутного такси) и улица Бебеля (ходит пригородное маршрутное такси 112 к студенческому городку УлГАУ в посёлке Октябрьском.

## Пересекает улицы
- Улица Ленина.
- Улица Бебеля.
- Улица Карла Маркса

## Примыкают к улице
- Улица Карла Либкнехта
- Улица Кузнецова
- Улица Льва Толстого
- Краснознамённый переулок
- Улица Андрея Блаженного
- Улица Дмитрия Ульянова
- Улица Мира
- 1-й переулок Мира

## Галерея старых фото улицы

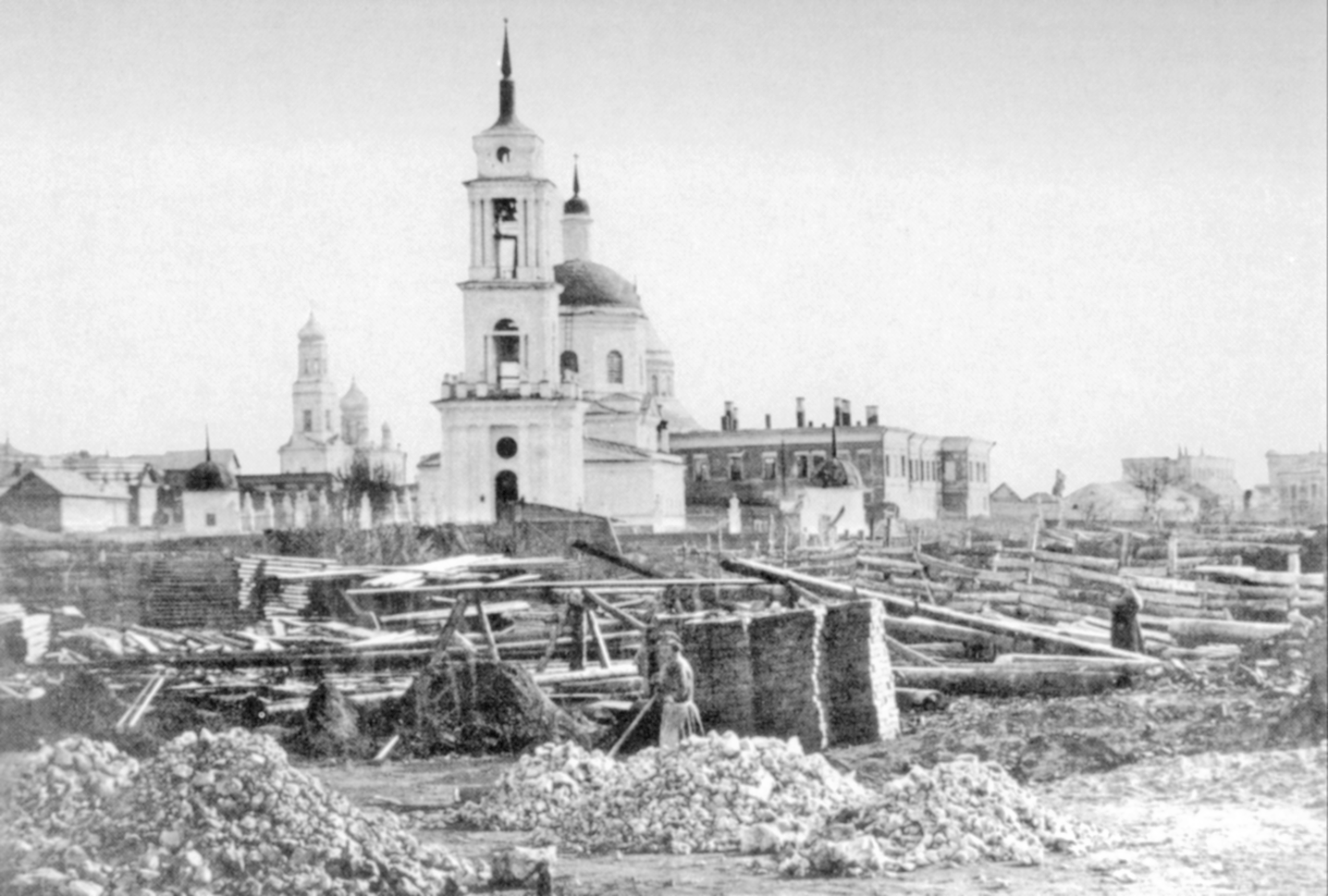
Улица после пожара 1864 года (фото 1865).
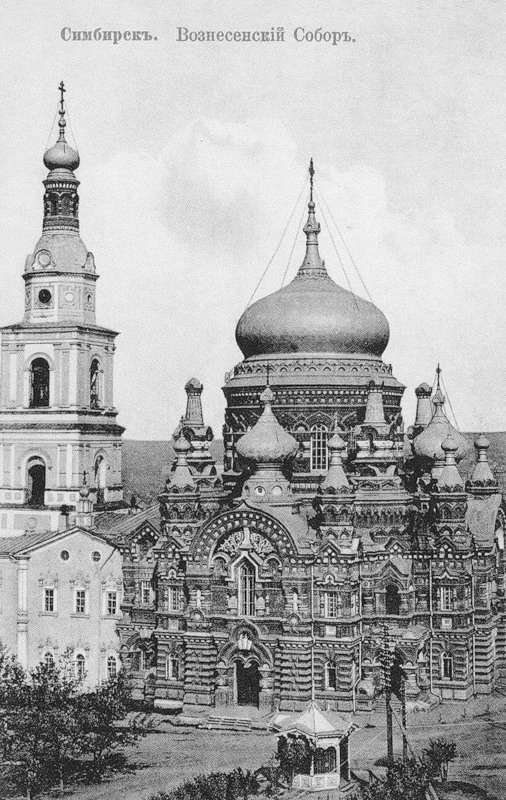
Разрушенный Спасо-Вознесенский собор.
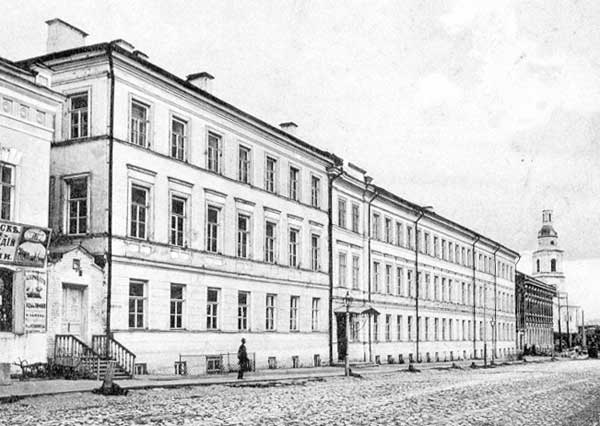
Симбирская духовная семинария, 1890-е гг.
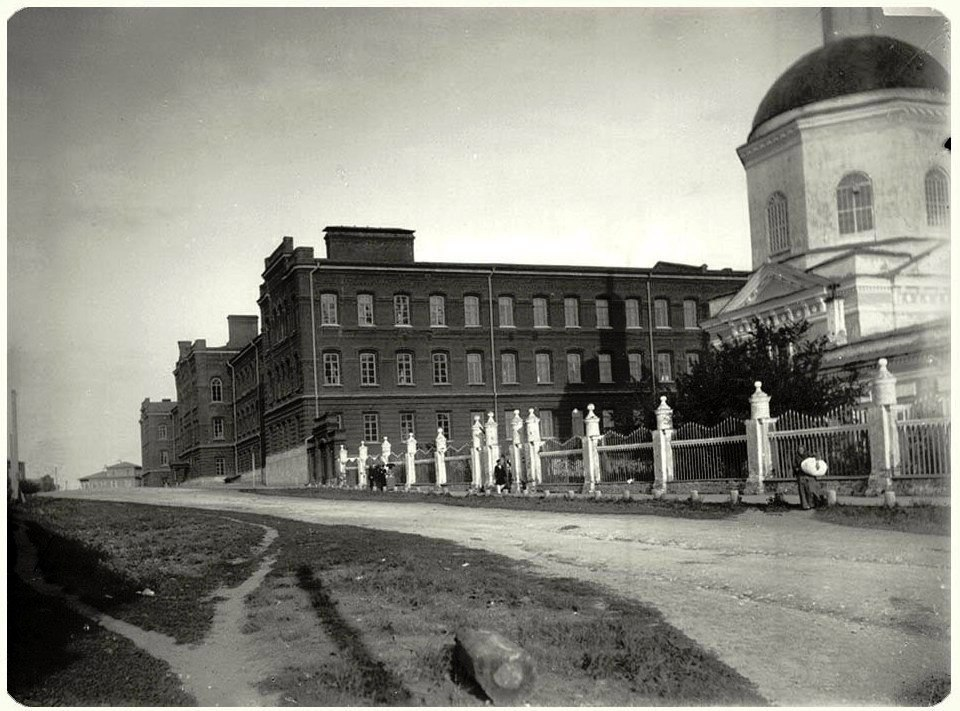
Симбирский кадетский корпус, 1903 г.
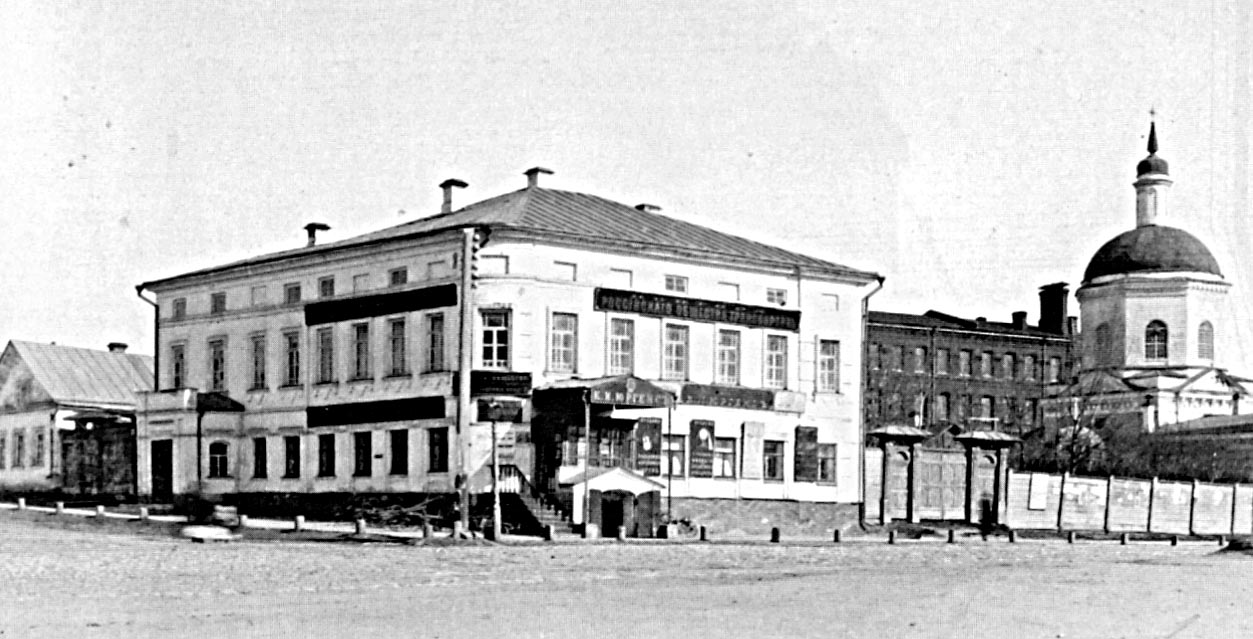
Дом, где родился И. А. Гончаров. 1890 г.
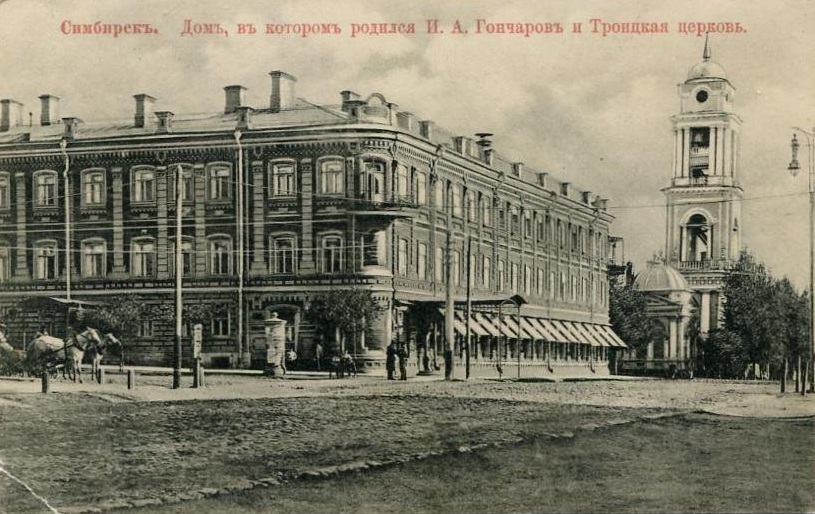
Дом, в котором родился И.А.Гончаров (после перестройки) и Троицкая церковь, открытка 1910-1917 г.
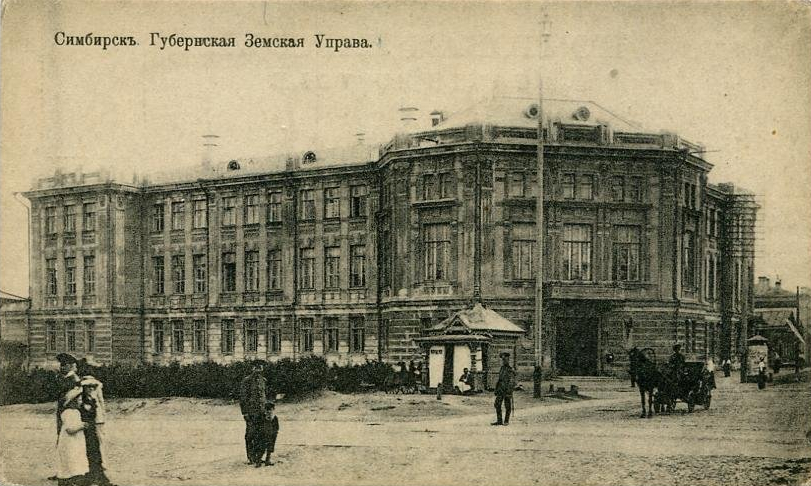
Губернская Земская Управа, открытка 1910-1917 г.
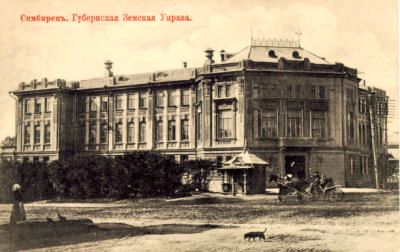
Бывший дом Симбирской губернской земской управы.
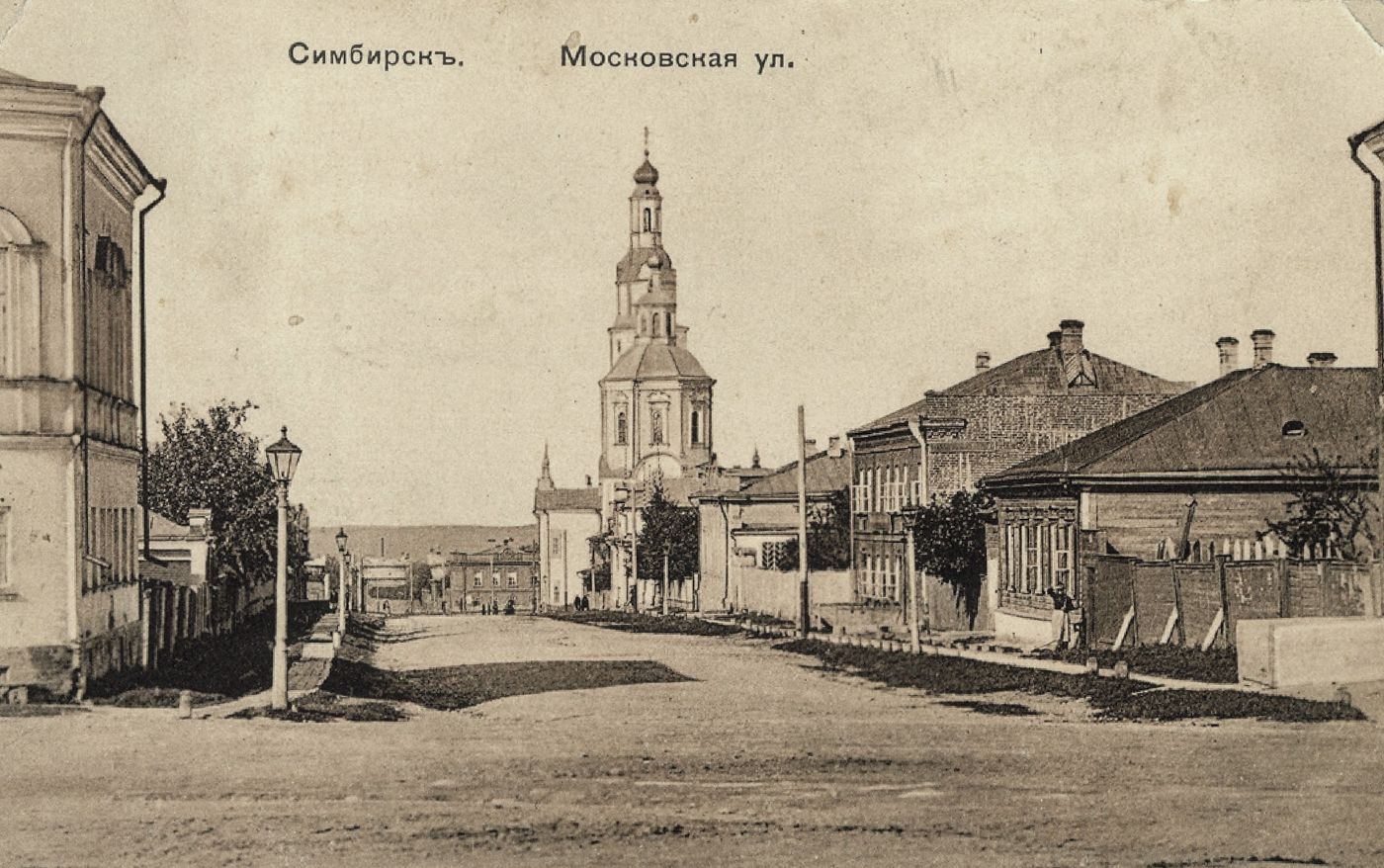
Вид на старый Вознесенский собор со стороны ул. Московской, ныне ул. Ленина. Фото 1900 г.
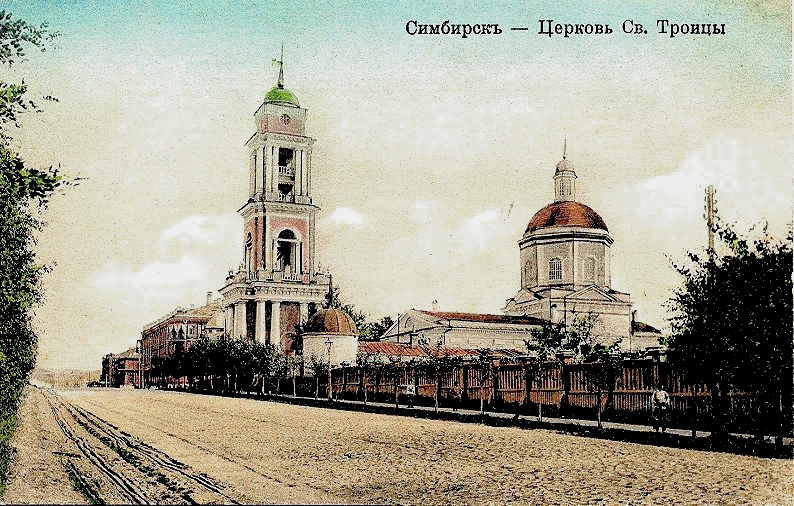
Троицкая церковь (Симбирск, открытка 1910 года).
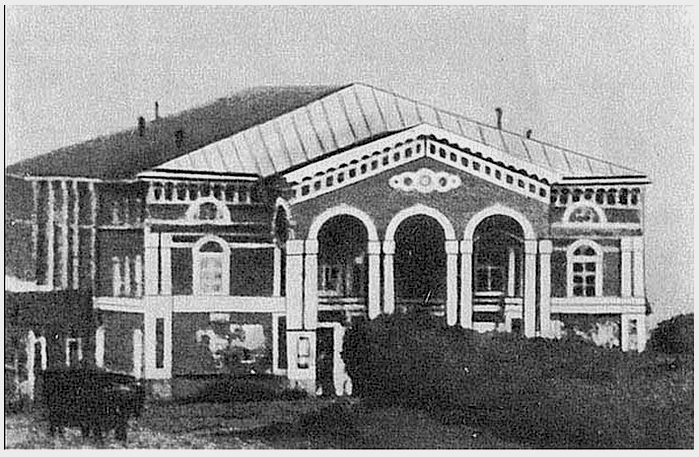
Старый деревянный театр, находился в 1846 — 1879 гг. в начале улицы.
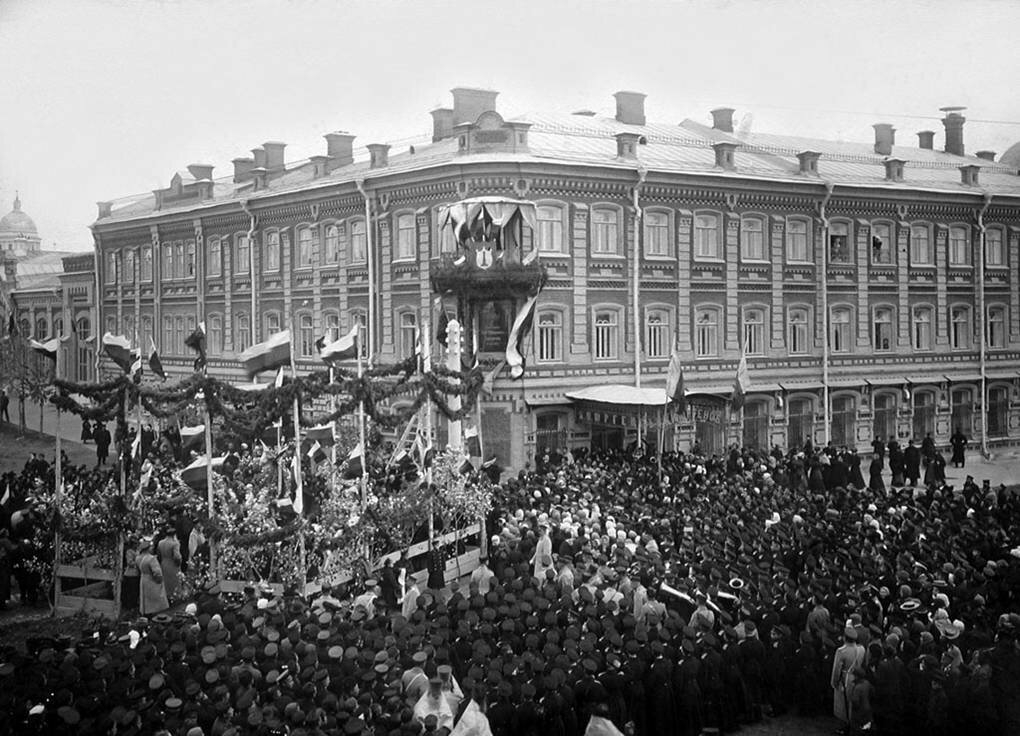
Открытие мемориальной доски И. А. Гончарова (1907).
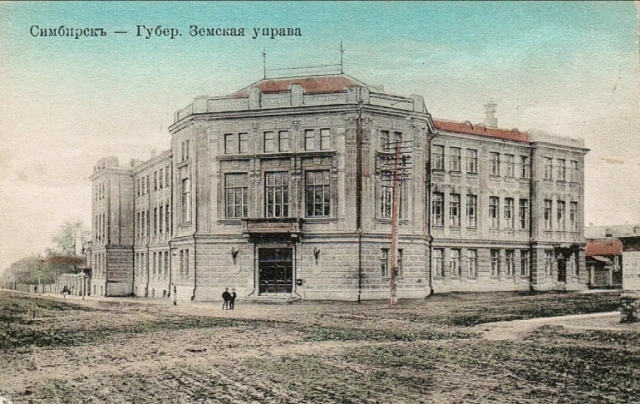
Губернская Земская Управа (Симбирск, открытка, 1917).

## Галерея

Современные виды улицы
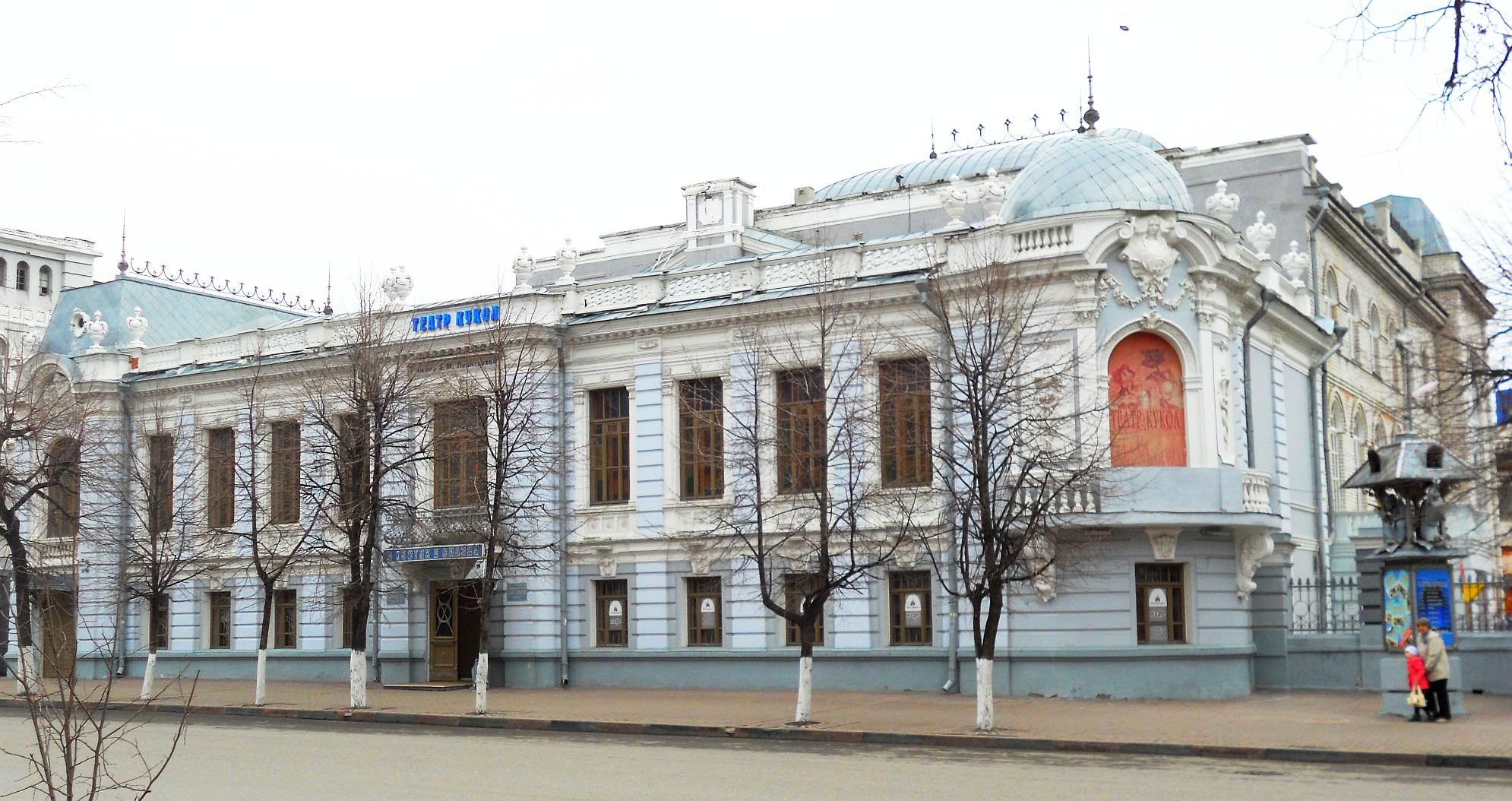
Театр кукол им. В. М. Леонтьевой (Гончарова, 10)
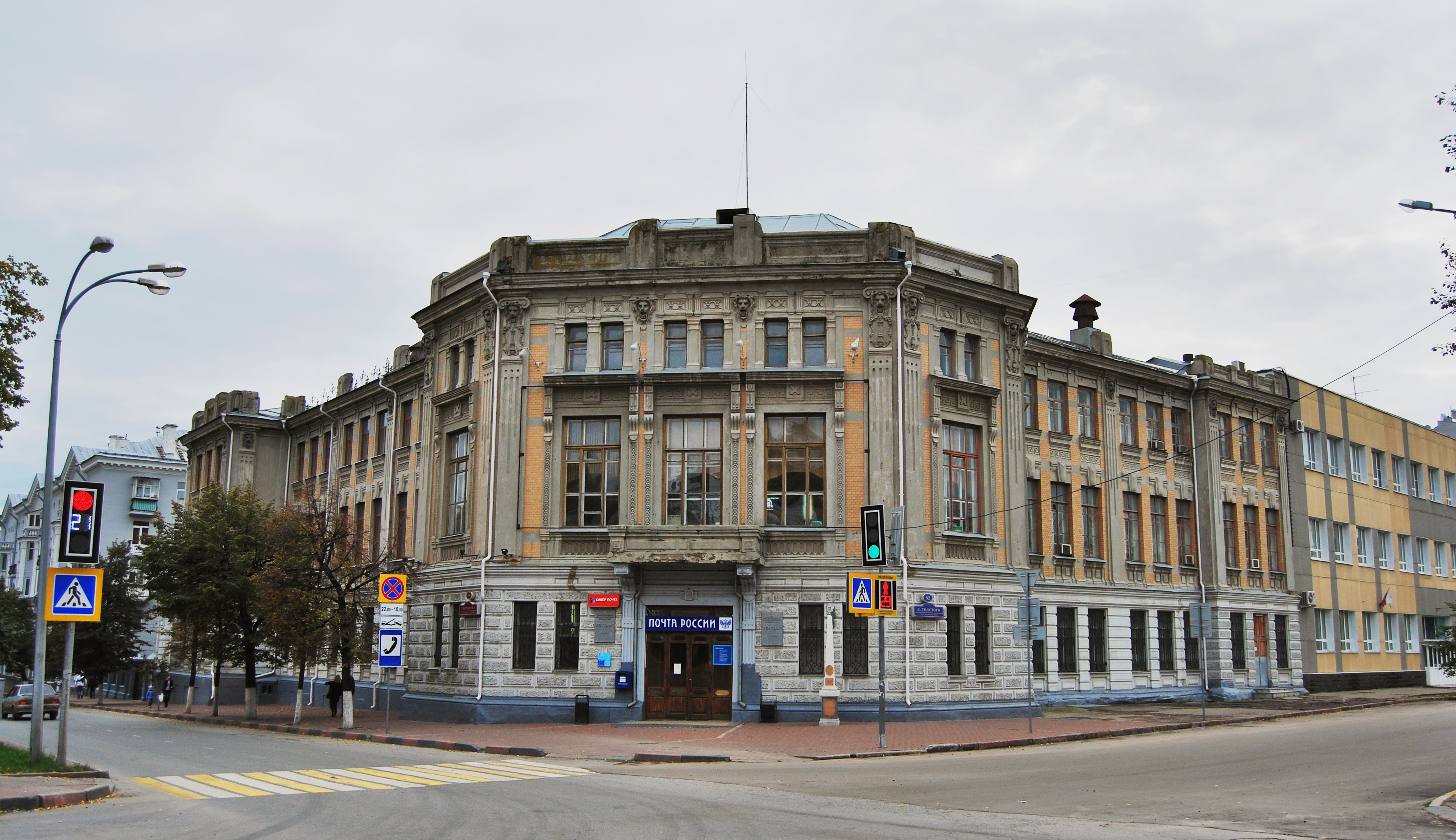
Здание почты (Гончарова, 9)
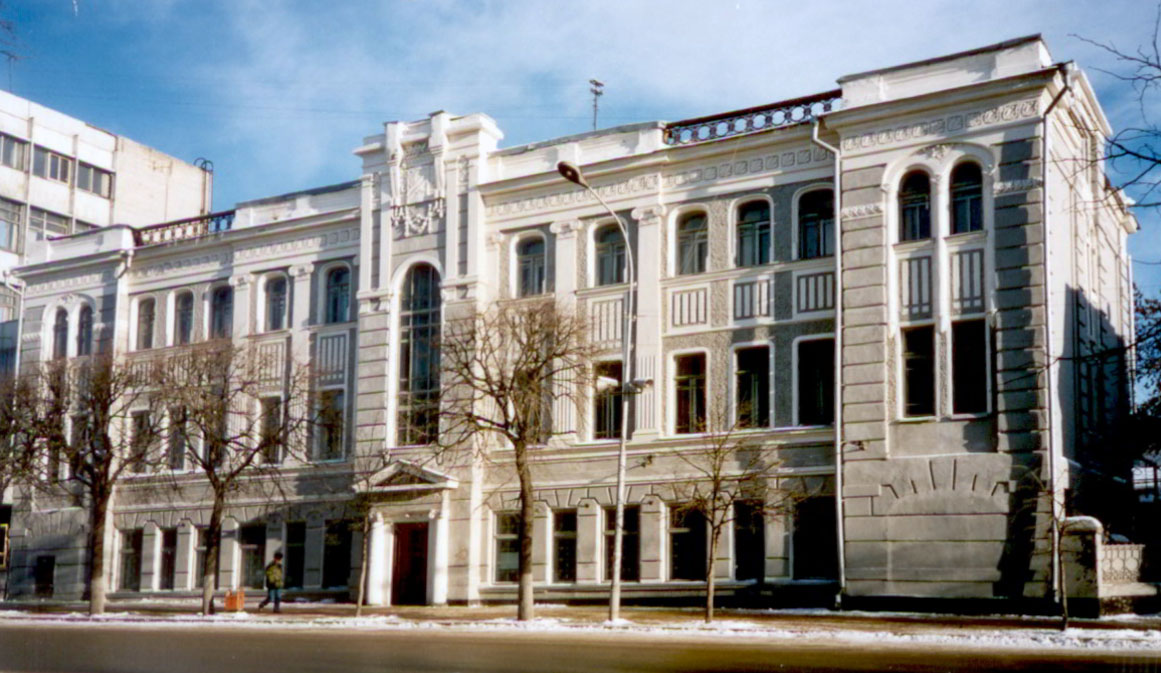
Дом Зеленковой
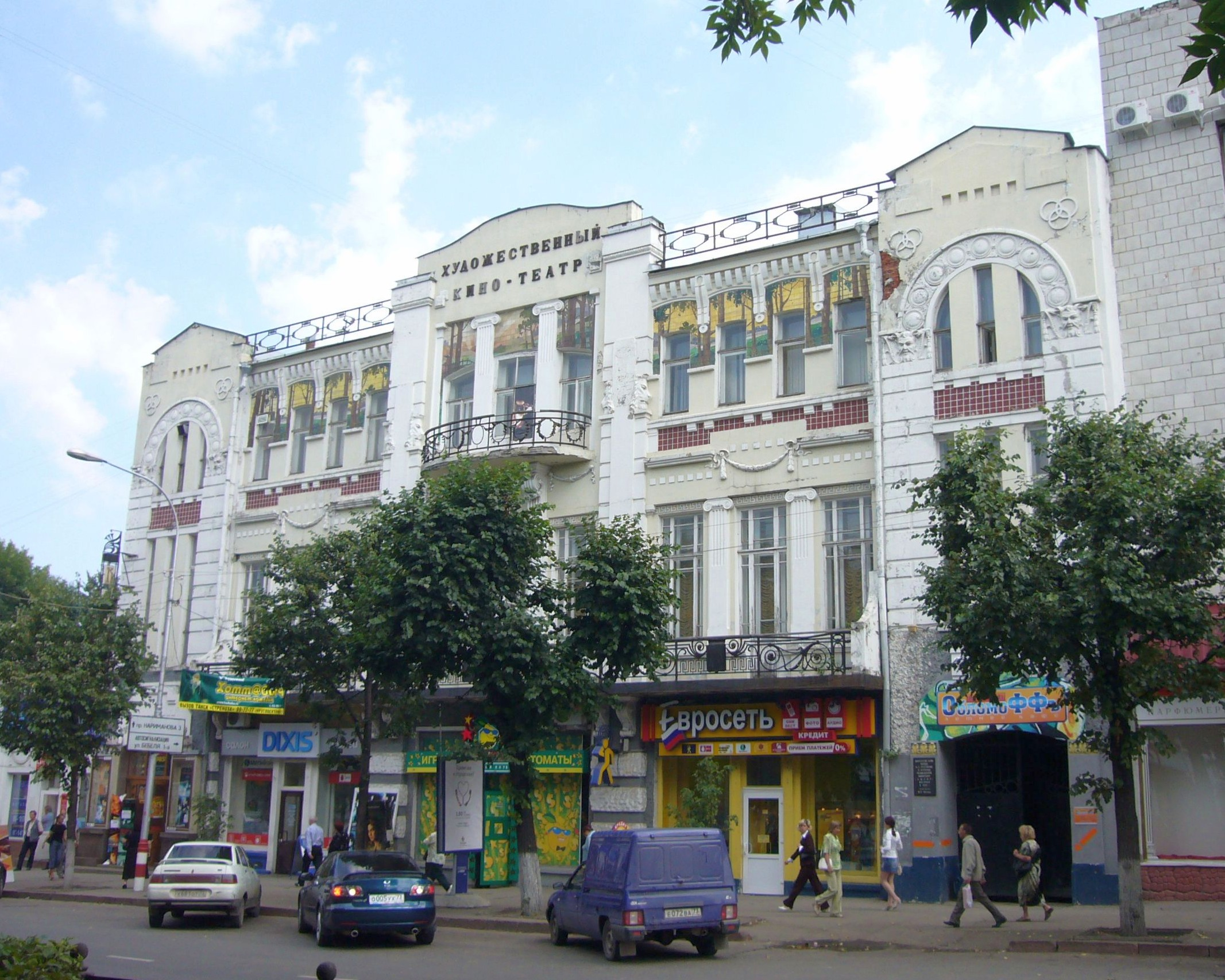
Здание бывшено кинотеатра «Художественный» (Гончарова, 24/1)
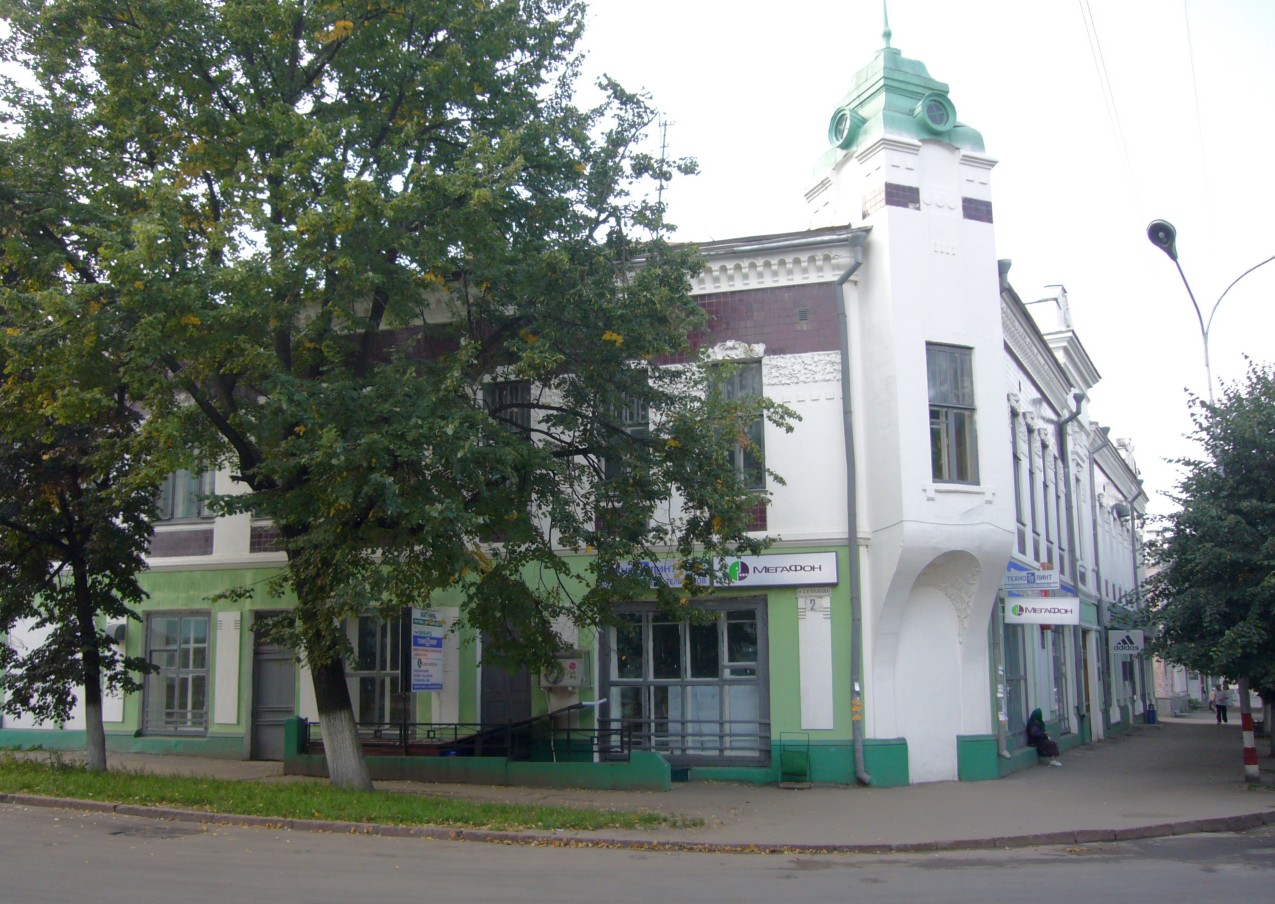
Вид на дом 48
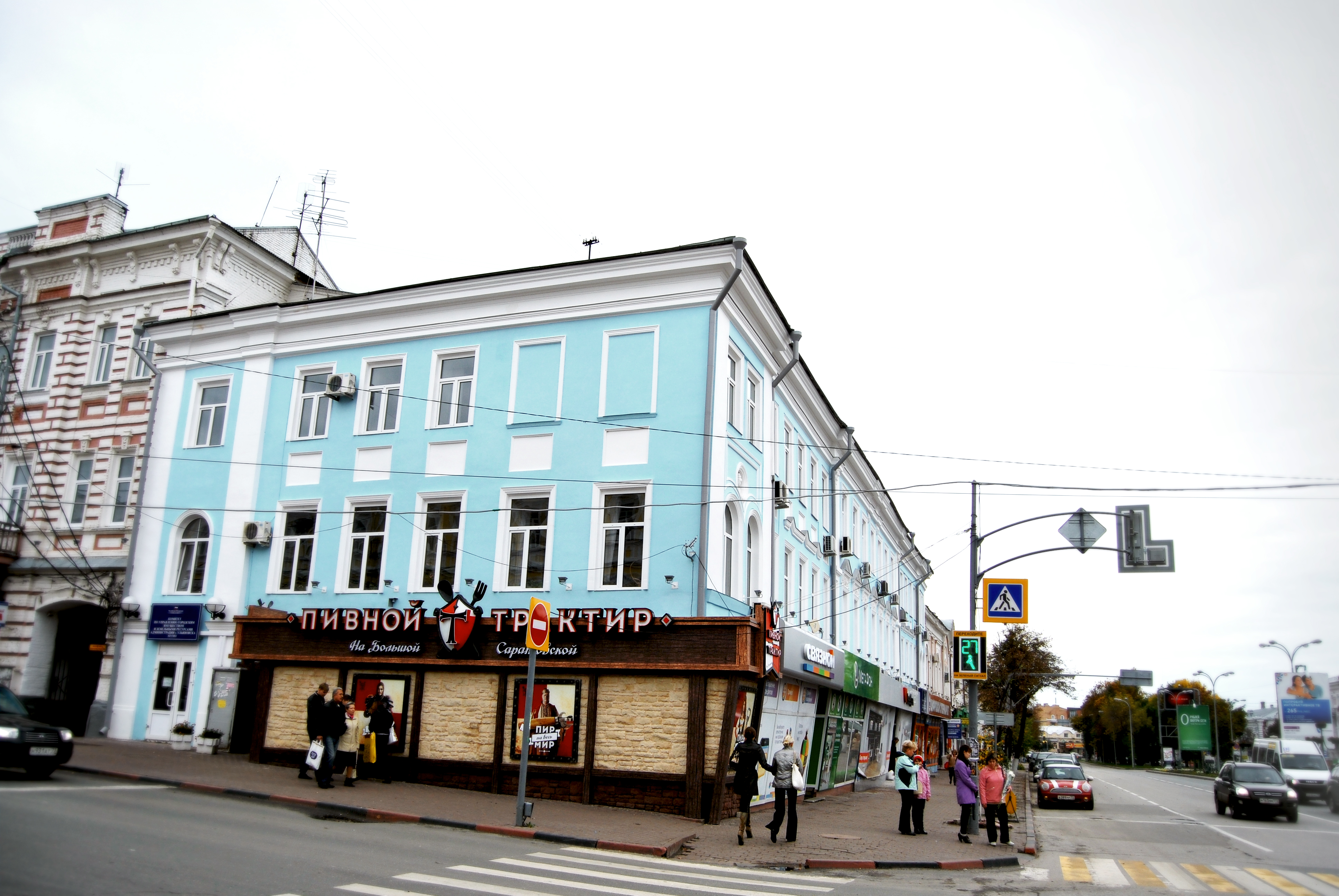
Вид на дом 38/8
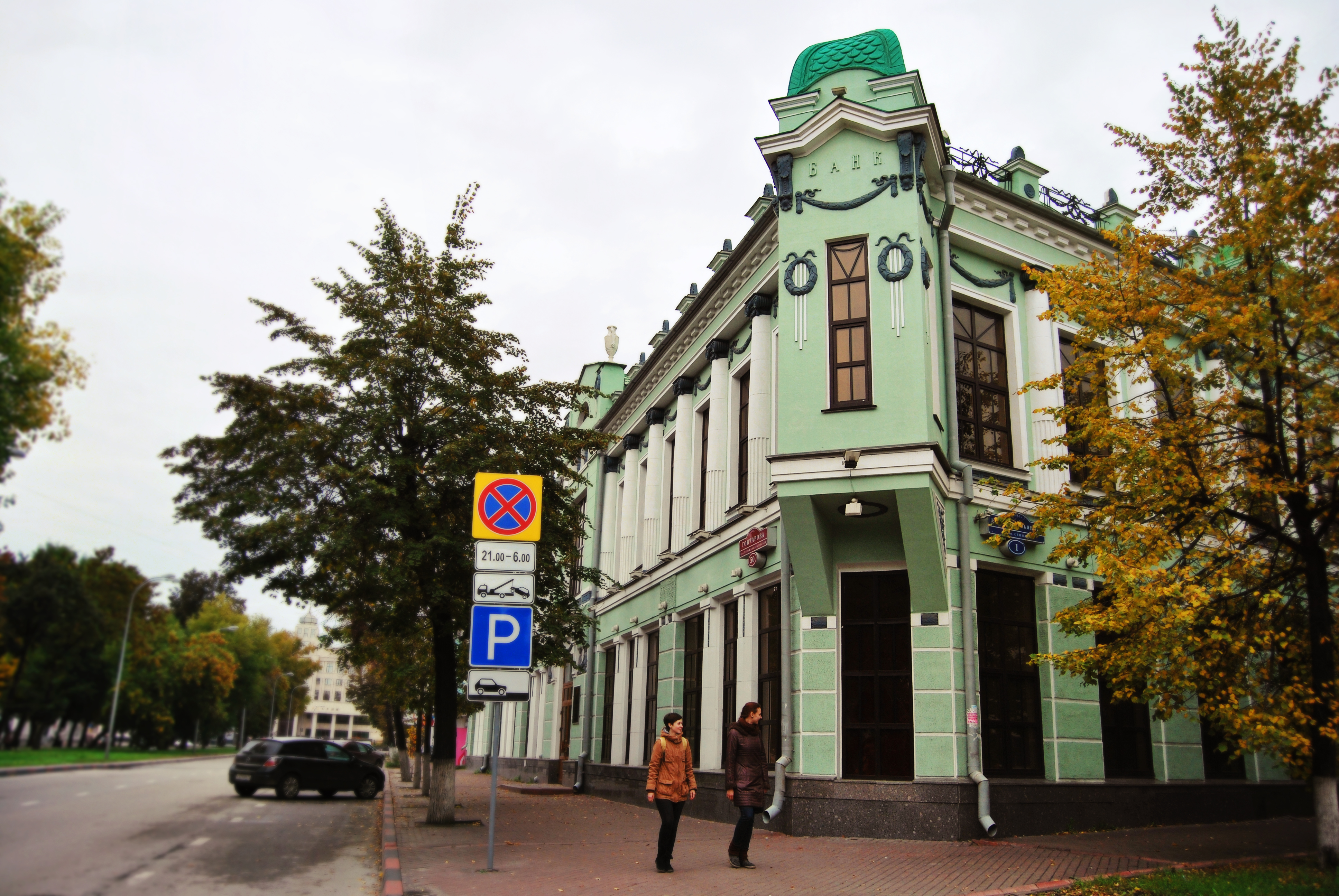
Вид на дом 50
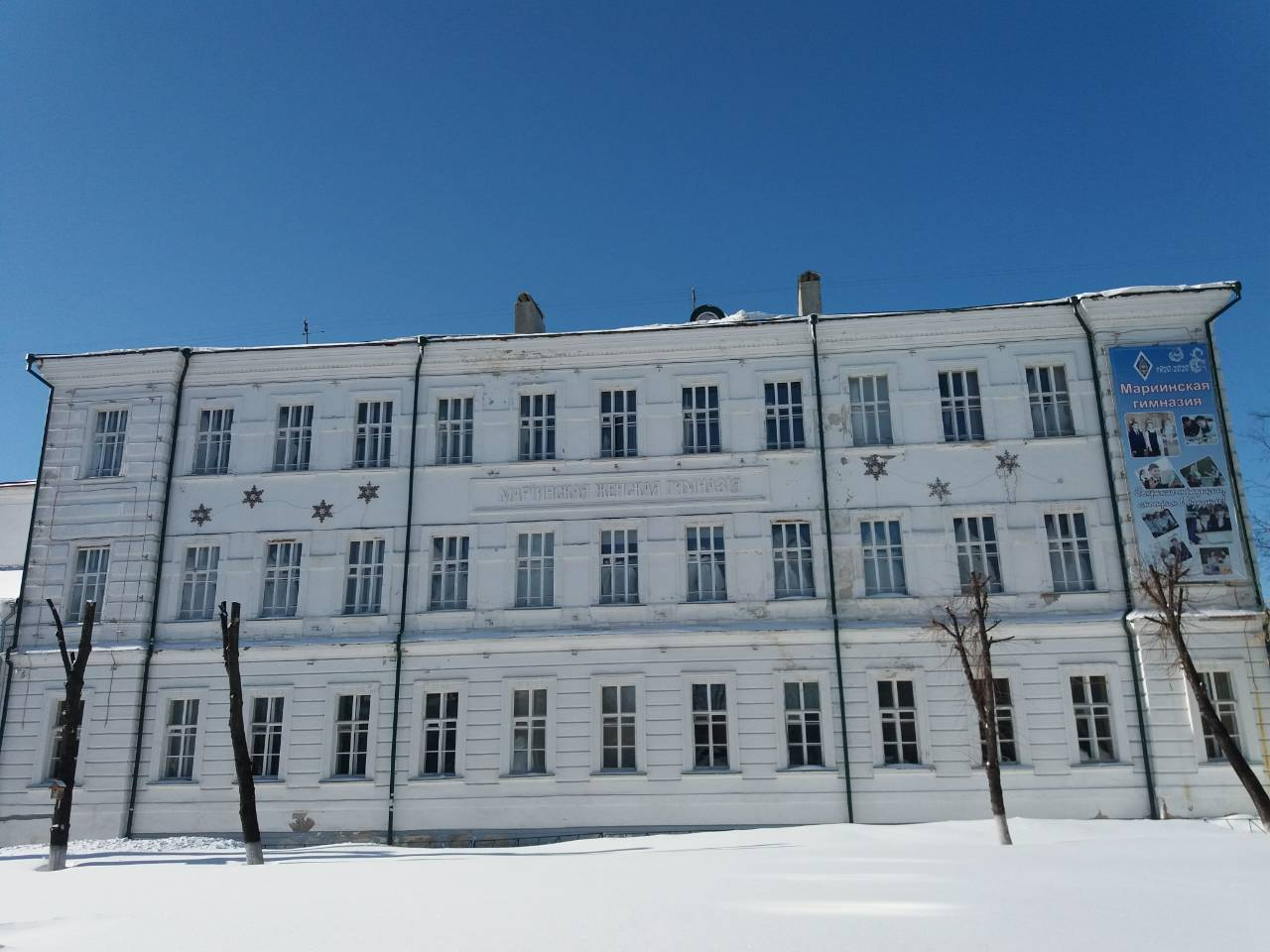
Здание Симбирской женской гимназии
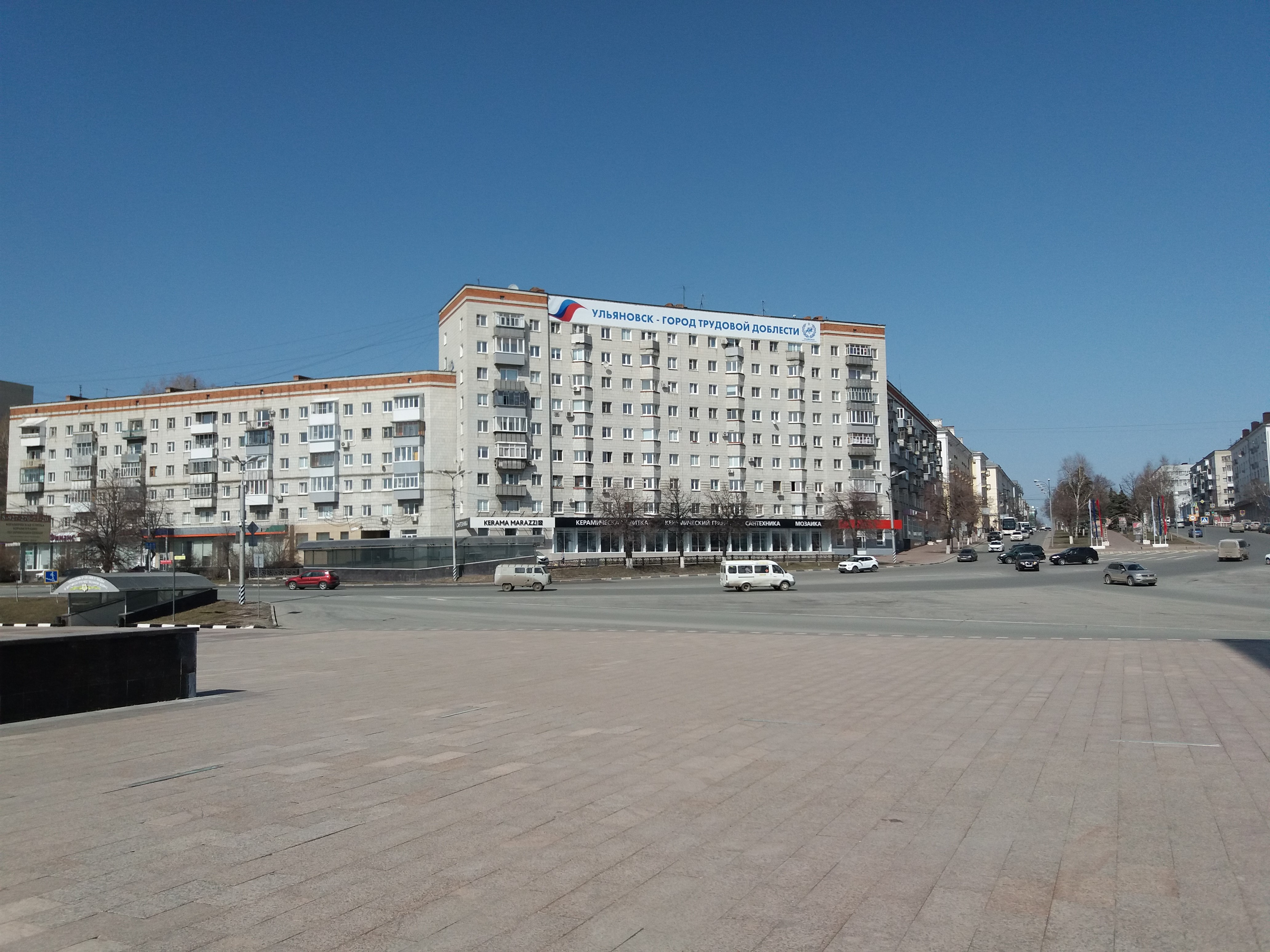
Вид на улицу Гончарова с площади 30-летия Победы
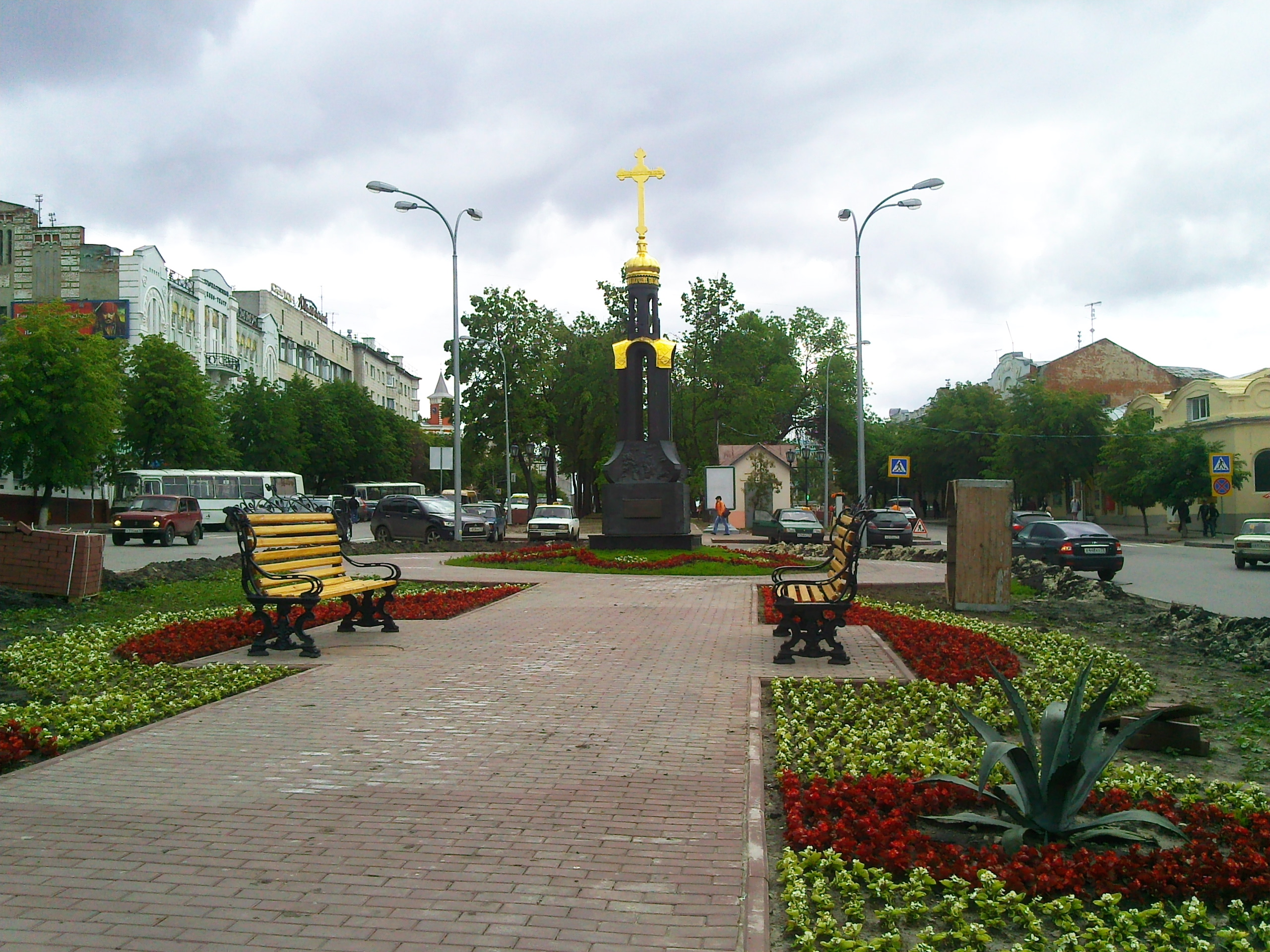
Памятник утраченным храмам Симбирска
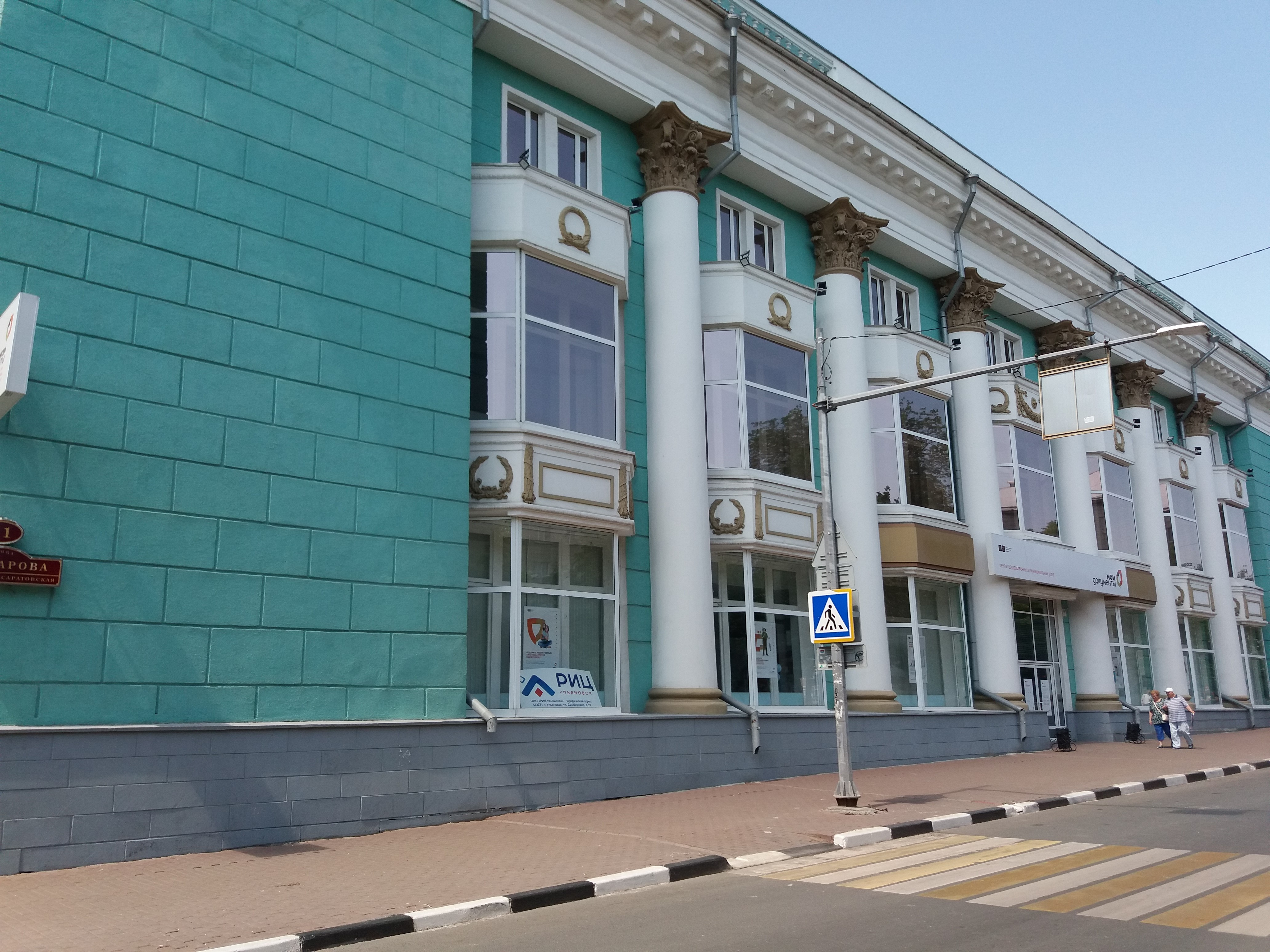
Здание МФЦ (Гончарова, 11)
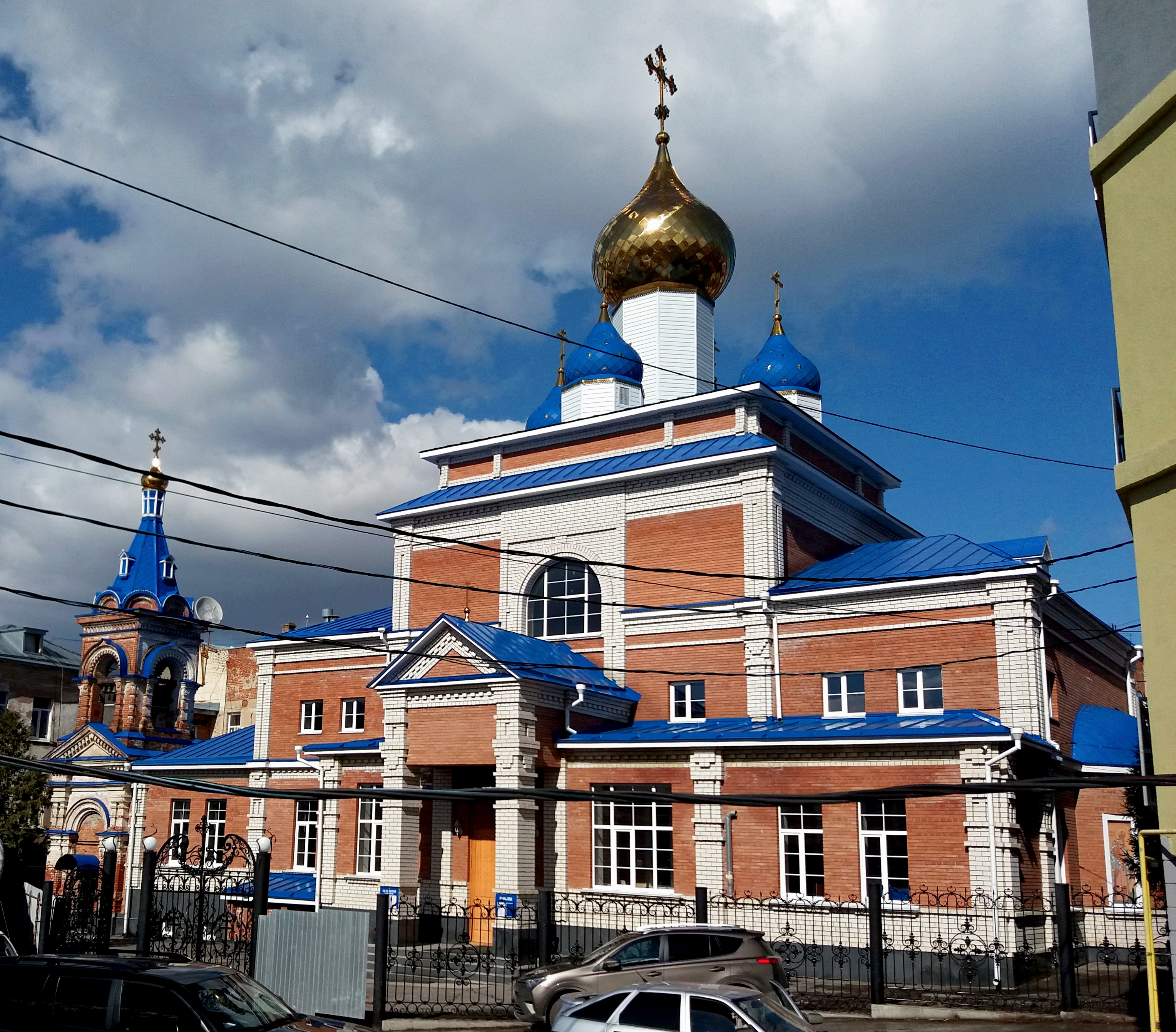
Храм Трёх Святителей.

## Улица в филателии

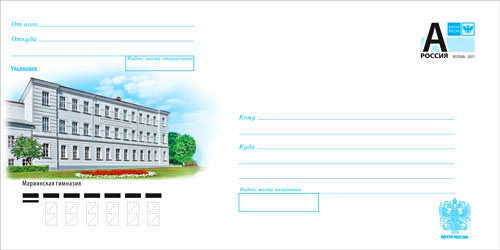
ХМК РФ, 2014. Ульяновск. Мариинская гимназия.
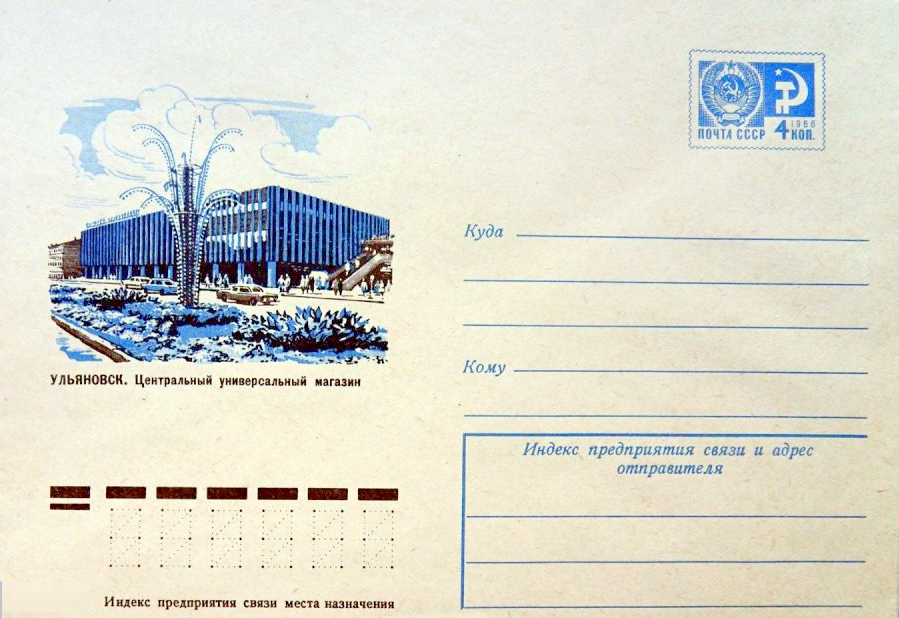
ХМК СССР, 1974. Ульяновск. Центральный универсальный магазин.
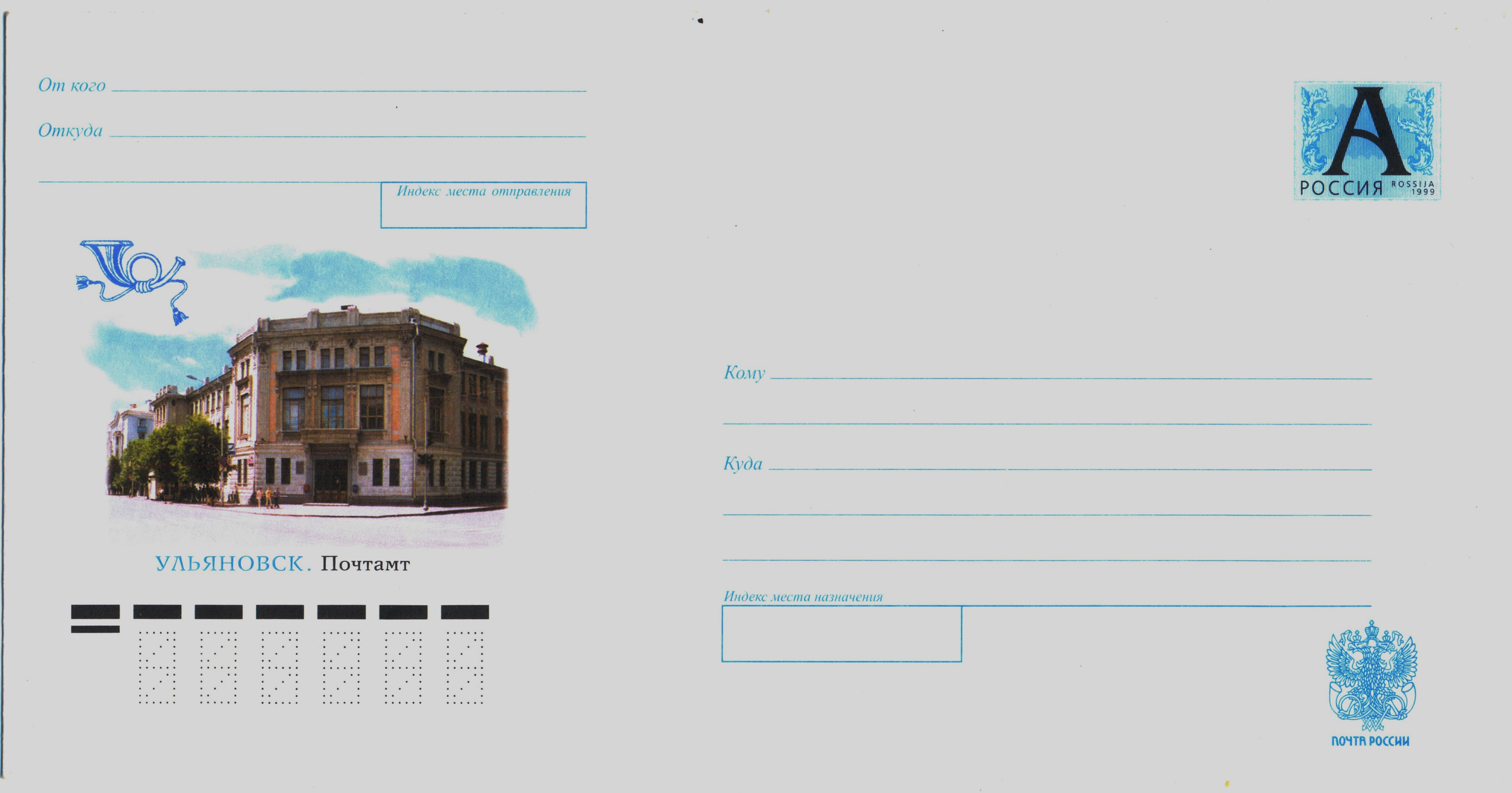
Конверт почтовый, Россия, 2005 г. «Ульяновск. Почтамт».
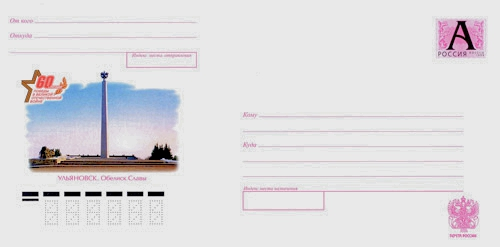
ХМК РФ, 2005 г. «Ульяновск. Обелиск Славы».
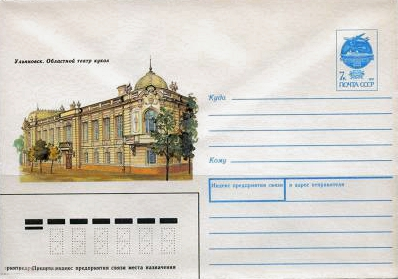
ХМК СССР, 1991. «Ульяновск. Областной театр кукол».
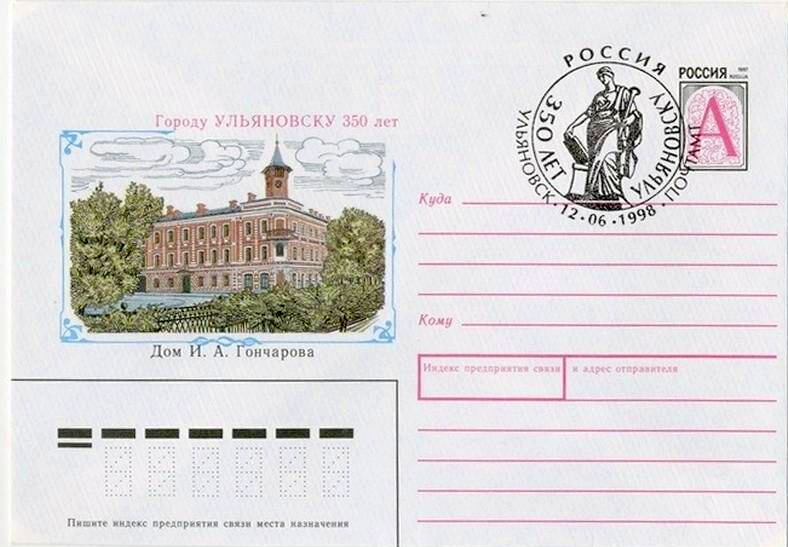
ХМК РФ, 1998 г. «Городу Ульяновску 350 лет. Дом И. А. Гончарова» со СГ.
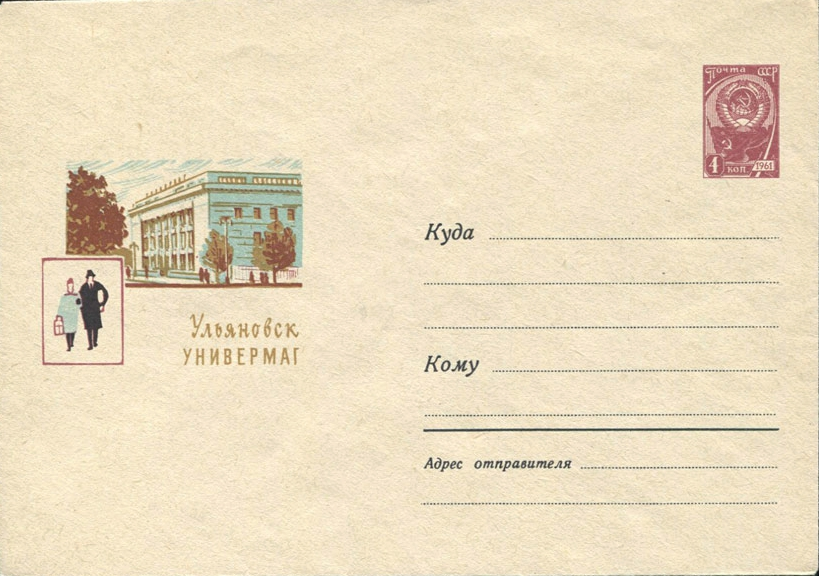
ХМК СССР, 1965. Ульяновск. Универмаг.
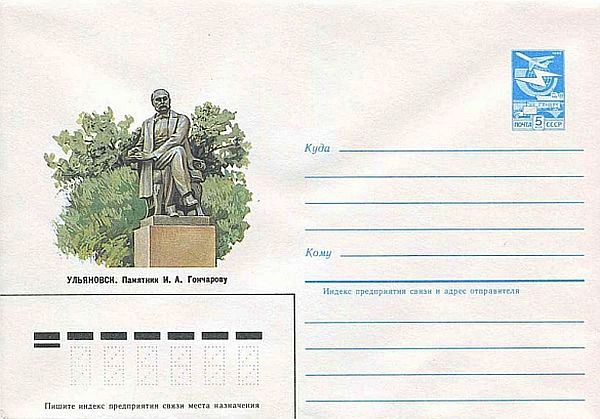
ХМК СССР, 1985 г. Ульяновск. Памятник И. А. Гончарову.
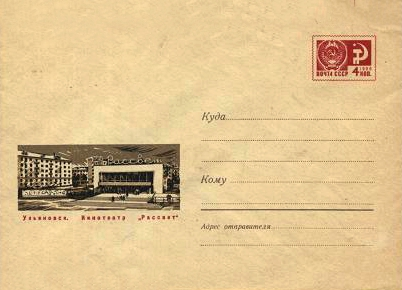
ХМК СССР, 1968. Ульяновск. Кинотеатр «Рассвет».